# Paula Modersohn-Becker

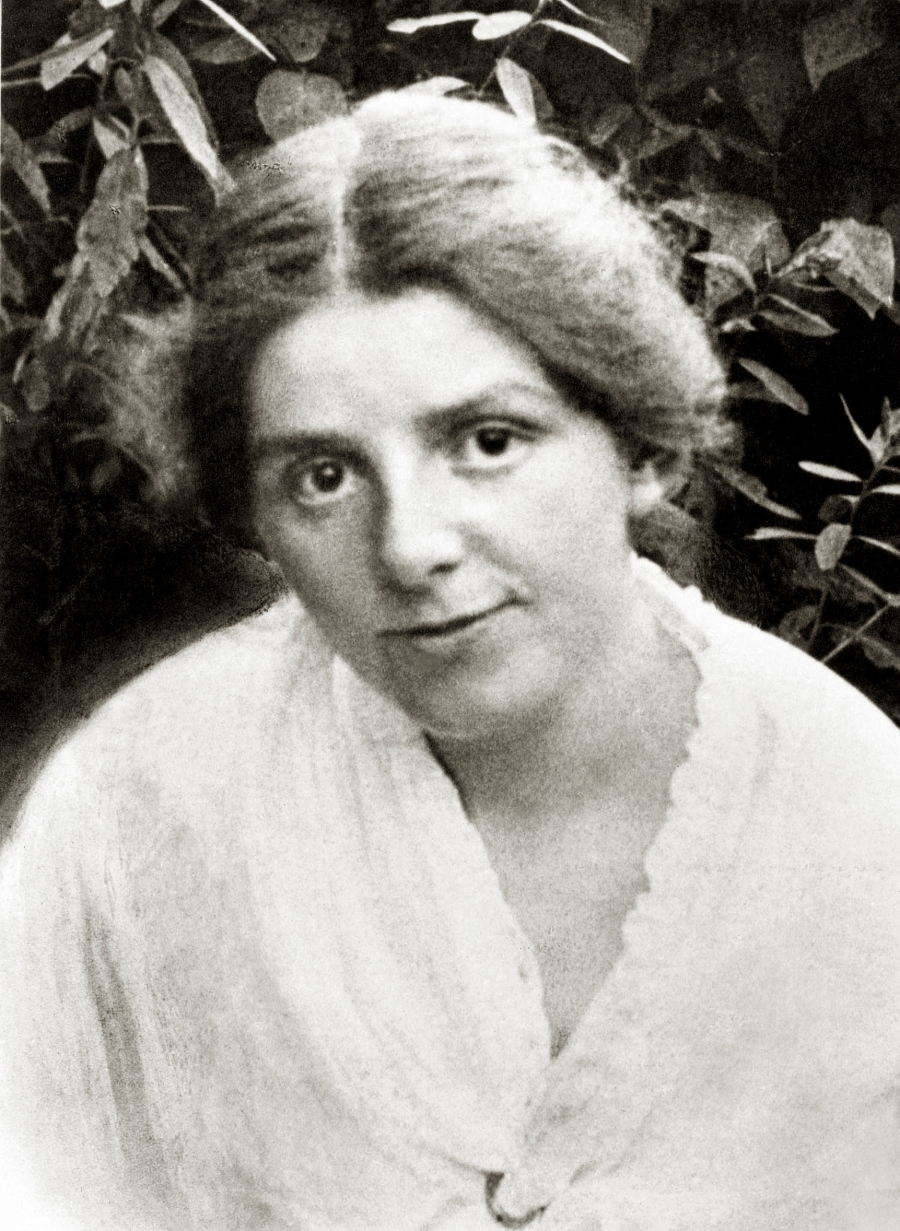
Paula Modersohn-Becker, ca. 1904

Paula Modersohn-Becker, geborene Paula Hermina Becker (* 8. Februar 1876 in Dresden; † 20. November 1907 in Worpswede), war eine deutsche Malerin und eine der bedeutendsten Vertreterinnen des frühen Expressionismus. In den knapp 14 Jahren, in denen sie künstlerisch tätig war, schuf sie 750 Gemälde, etwa 1000 Zeichnungen und 13 Radierungen, die kennzeichnende Aspekte der Kunst des frühen 20. Jahrhunderts in sich vereinen.

## Leben

### Familie
Paula Becker war das dritte Kind von insgesamt sieben Geschwistern und wurde in der Schäferstraße 59 im Dresdner Stadtteil Friedrichstadt geboren. Paula Beckers Mutter Mathilde (* 3. November 1852, Lübeck; † 22. Januar 1926, Bremen) entstammte der thüringischen Adelsfamilie von Bültzingslöwen, ihr Vater war der Ingenieur Carl Woldemar Becker (* 31. Januar 1841 in Odessa; † 30. November 1901 in Bremen) und in Bremen als Baurat der Preußischen Eisenbahnverwaltung tätig. Die Eltern heirateten 1871.
Carl Woldemar und dessen Bruder Oskar, der 1861 ein Attentat auf den preußischen König Wilhelm verübte, lebten Anfang der 1850er Jahre nach dem Tod ihrer Mutter in Dresden (Sachsen). Weitere Familienangehörige kamen hinzu und wurden ebenfalls in Dresden heimisch, so etwa Paul Adam von Becker seit 1863 mit seiner dritten Frau Bianca Constanze Charlotte Alexandrine Becker, geborene von Douallier (* 22. August 1833 Kassel; † 13. Dezember 1909 Dresden), und ihrer Tochter Friederike Wilhelmine Becker genannt „Tante Minna/Minchen“ (* 19. Mai 1859 in Odessa), dann Carl Woldemars drei weitere jüngere Halbgeschwister sowie von Seiten seiner Ehefrau Mathilde geb. von Bültzingslöwen fünf Geschwister.
Paula Beckers sprachkundiger Vater reiste öfter. Die mütterliche Familie war ähnlich weltoffen. Mathilde von Bültzingslöwens Vater Ferdinand war im Ausland Kommandeur eines Truppenkontingents, zwei ihrer Brüder waren nach Indonesien, Neuseeland und Australien ausgewandert.
Bei der Erziehung der Kinder der Familie Becker spielten Kunst, Literatur und Musik eine große Rolle. Paula Becker erhielt ebenso wie ihre Schwestern Klavierunterricht. Paula Beckers älteste Schwester Milly (eigentlich Bianca Emilie), die über eine schöne Singstimme verfügte, durfte Gesangsunterricht nehmen. Bis auf Paula Becker schätzte ihre Familie Richard Wagner – Paula empfand ihn als „undeutsch“; Goethe galt in der Familie als der alles überragende Dichter. Paula Beckers Elternhaus wird von ihren Biografen als liberal-bürgerlich eingestuft, wohlhabend war es dagegen nicht.

### Die frühen Jahre

#### Wohnhäuser

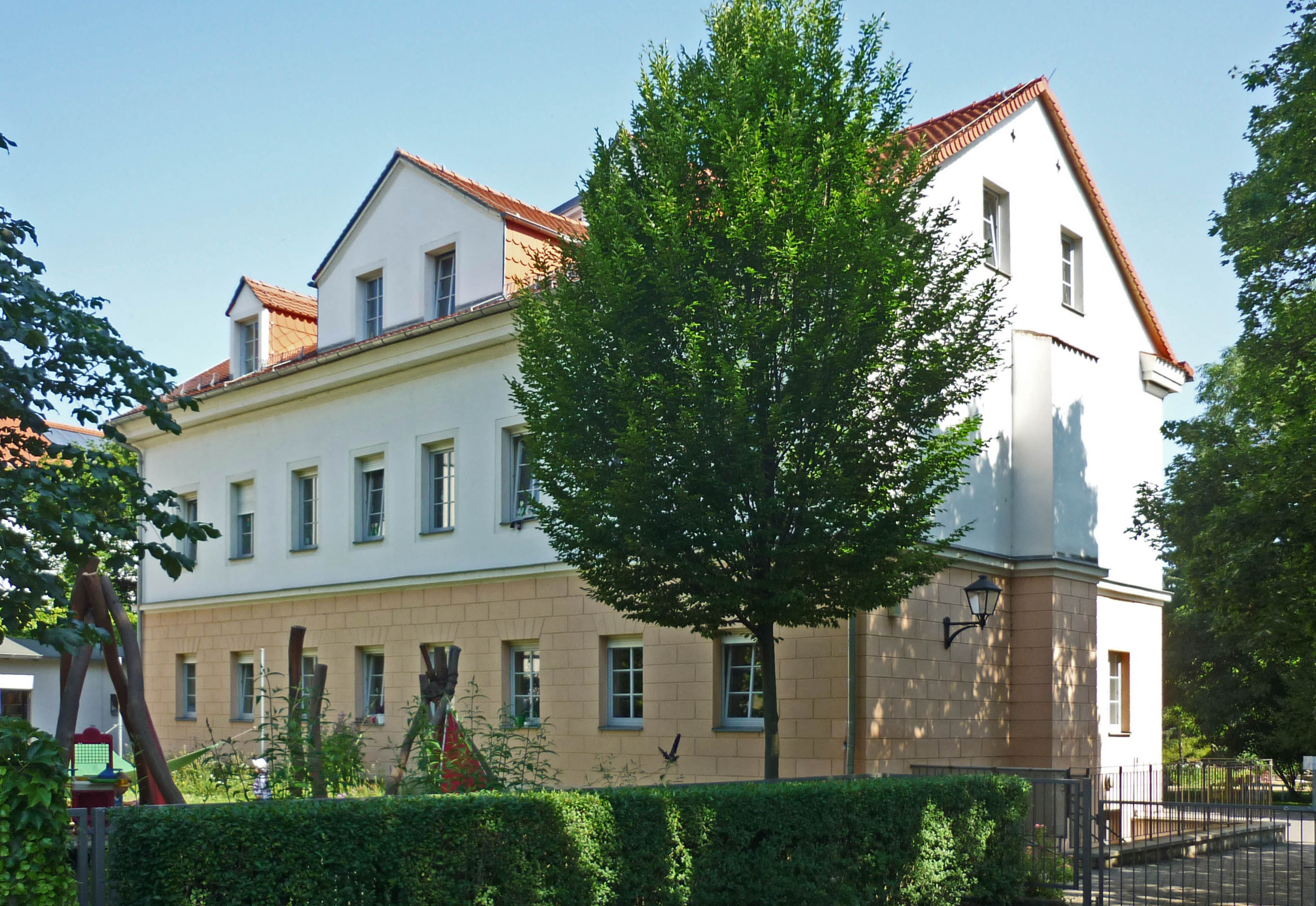
Dresden-Friedrichstadt: Nach Paula Beckers Geburt bezog Familie Becker ein Haus in der Friedrichstraße 29 (heute trägt die Friedrichstraße 29 die Hausnummer 46)
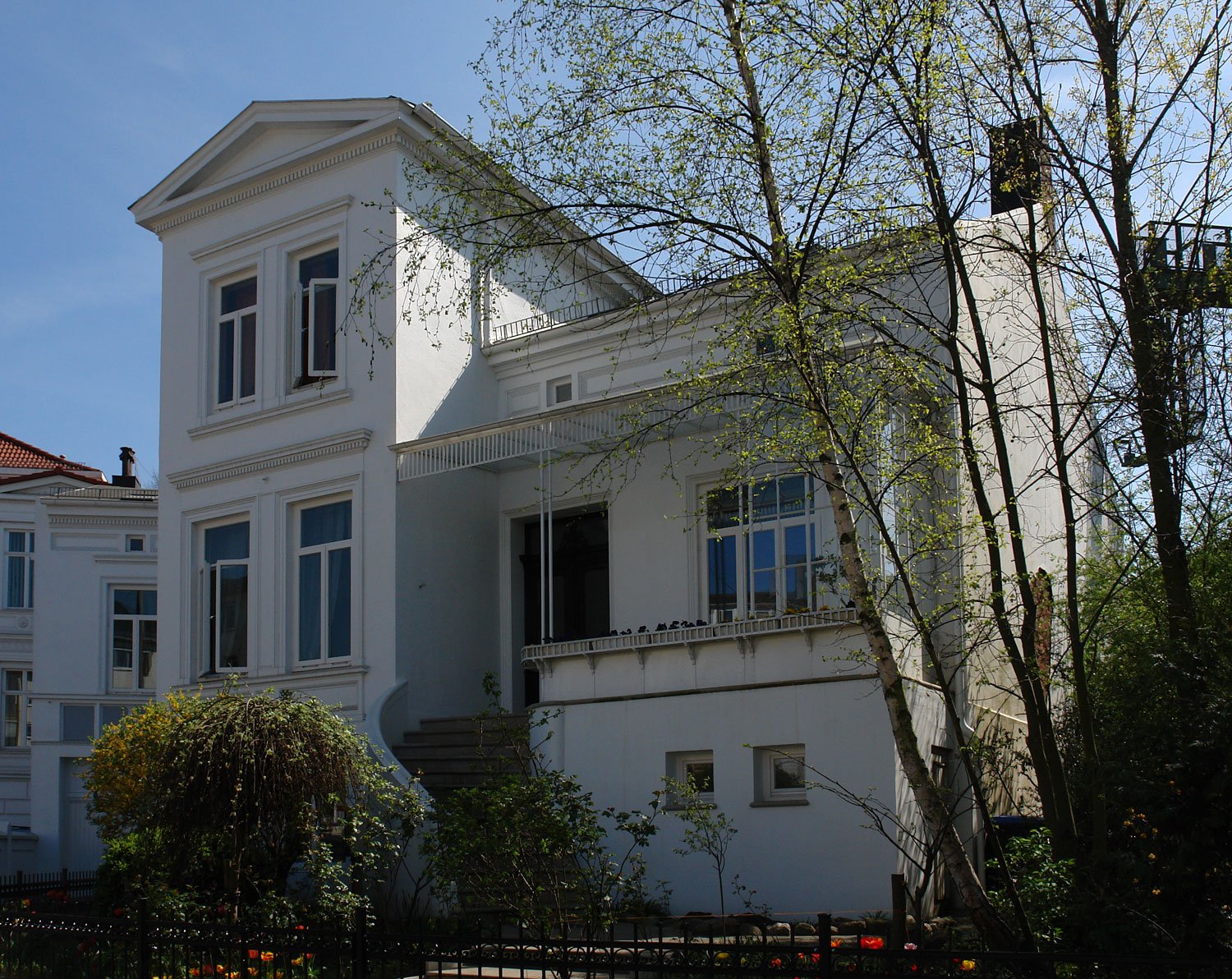
Bremen: Das Haus Paula Beckers in der Schwachhauser Chaussee 23 (heute Schwachhauser Heerstraße); ihr Domizil von 1888 bis 1899
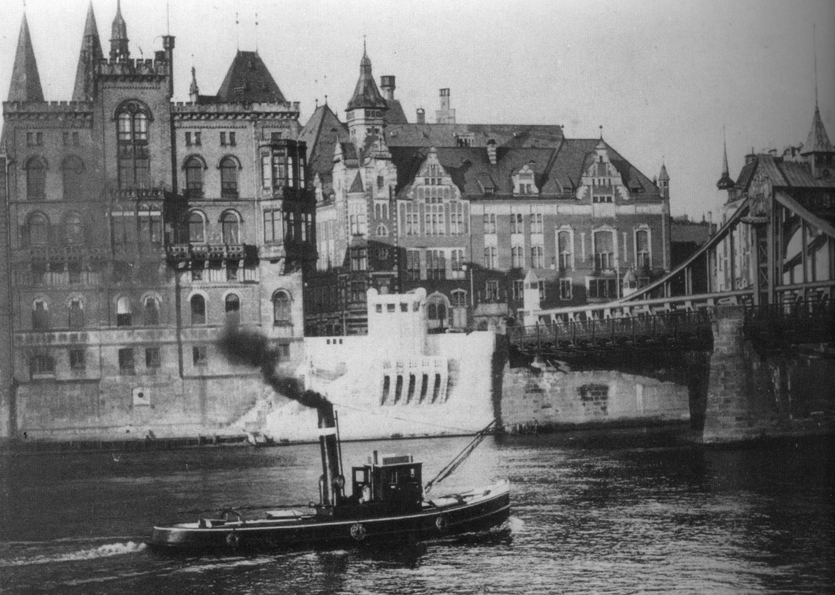
Haus der Familie von Kapff an der Großen Weserbrücke in der Wachtstraße 43 (1907), hier wohnte die Familie seit 1899

#### Dresden

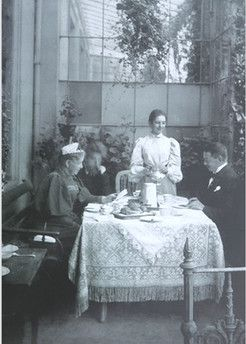
Familie Becker, Vater Carl Woldemar Becker (links, hinten) und Mathilde Becker, geborene von Bültzingslöwen (links, im Vordergrund sitzend), Paula Becker (stehend, Bildmitte in einem hellen Reformkleid) im Wintergarten in der Schwachhauser Chaussee 23

Die ersten zwölf Lebensjahre verbrachte Paula Becker in Dresden-Friedrichstadt. Die Familie lebte in der Schäferstraße 59, Ecke Menageriestraße. (Das Gebäude wurde in den 1950er-Jahren abgerissen.) Kurzzeitig soll die Familie nahe der Annenkirche in der Wilsdruffer Vorstadt gewohnt haben. (Das Wohnhaus nahe der Annenkirche wurde abgerissen.) Später, nach Paulas Geburt, zog die Familie 1876 in die Friedrichstraße 29 (heute Hausnummer 46). Ihr neues Domizil lag direkt gegenüber dem Krankenhaus Dresden-Friedrichstadt; die Familie Becker bezog das Erdgeschoss des einstöckigen Gebäudes. Ihm angegliedert waren ein großer Vorgarten und ein noch ausgedehnteres dahinterliegendes Gartengelände.
Überliefert ist ein schweres Unglück auf dem Grundstück der Villa Angermann in der Dresdner Straße 73 in Hosterwitz. Am 19. Juli 1886 wurden beim Spielen die zehnjährige Paula Becker gemeinsam mit zwei Cousinen, der zehnjährigen Cora und der achtjährigen Maidli Parizot, sowie dem zwölfjährigen Freddy von Bültzingslöwen in einer Sandgrube verschüttet. Während Paula, Maidli und Freddy rechtzeitig gerettet werden konnten, erstickte ihre Cousine Cora Parizot unter den Sandmassen. Aus Briefen, die Paula Modersohn-Becker Jahre später an Rainer Maria Rilke schrieb, weiß man, dass dieses Erlebnis sie stark prägte. Ihre Biografin Liselotte von Reinken (1983) sieht darin sogar die Ursache für die mitunter rücksichtslose Entschiedenheit, mit der Paula Modersohn-Becker ihre künstlerischen Ziele verfolgte.
Wegen der Verurteilung von Oskar Becker im Jahre 1861 hatte sein Bruder Carl Woldemar, Paulas Vater, Schwierigkeiten bei der weiteren beruflichen Karriere.

#### Hansestadt Bremen

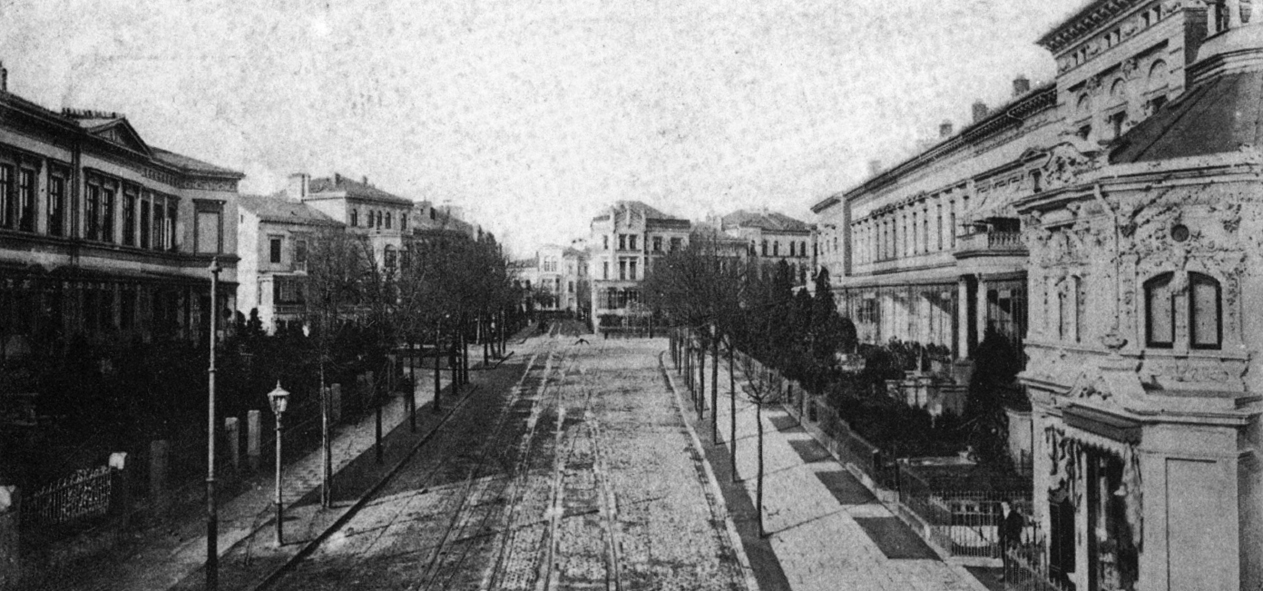
Schwachhauser Chaussée, Bremen, 1899. Blick von der Hannoverschen Eisenbahnlinie aus Richtung stadteinwärts. Das Beckersche Haus läge stadtauswärts direkt hinter der Eisenbahnlinie.

1888 zog die Familie nach Bremen. Carl Woldemar Becker konnte dort eine städtische Stelle als Baurat annehmen.
Die Familie wohnte in einem Haus an der Schwachhauser Chaussee 23 (heute Schwachhauser Heerstraße). Das 2000 m² große Grundstück gehörte den Preußischen Staatseisenbahnen, die der Familie in dem Haus eine Dienstwohnung einrichtete. Hier hatte Paula Becker ihr erstes kleines Atelier. Das künstlerische Leben in Bremen war zu dieser Zeit sehr rege, und über Freundschaften der Mutter bestand ein zum Teil enger Kontakt zu den künstlerischen und intellektuellen Kreisen in Bremen und Umgebung, so dass die Familie Becker daran lebhaft Anteil nahm. Einzelne Räume dieses Hauses wurden zum 100. Geburtstag von Paula Becker wieder der Öffentlichkeit zugänglich gemacht.
1899 zog die Familie innerhalb Bremens in ihr neues Domizil in die Wachtstrasse 43 um. Es war das Haus der Malerin und Kunstmäzenin Aline von Kapff.

##### Der erste Kunstunterricht
Im April 1892 wurde Paula konfirmiert und als mündiges Mitglied in die evangelisch-lutherische Gemeinde aufgenommen. Schon im Frühsommer 1892 ging Paula Becker auf Wunsch ihrer Eltern nach England, in den Ort Wiley. Eine Halbschwester ihres Vaters, Marie Luisa Hill, geborene von Becker (1856–1914), und ihr Onkel, der Tee-Plantagenbesitzer Charles John Hill (1822–1894), hatten zu jener Zeit ein altes Landgut, „Castle Malwood“, in der Nähe von Southampton gekauft. Die Familie Hill besaß aber auch noch eine möblierte Wohnung in London. Paula Becker sollte dort Haushaltsführung und Englisch erlernen. Dank der Unterstützung ihres Onkels erhielt Paula Becker in London auch Kunstunterricht. Nach ersten Skizzenstunden besuchte sie die private Kunstschule St John’s Wood Art School, in der sie täglich von zehn bis sechzehn Uhr im Zeichnen unterrichtet wurde. Es war ein Zeichenunterricht nach Gipsmodellen. Die Schule war 1878 von Elíseo Abelardo Alvarez Calderón (1847–1911) und Bernard E. Ward, zwei Kunstlehrern in London in „7, Elm Tree Road“ gegründet worden. Dieser Kunstunterricht währte allerdings nur kurze Zeit. Der Aufenthalt in London war von Paula Beckers Eltern ursprünglich für ein Jahr geplant worden; Paula Becker kehrte jedoch bereits nach einem halben Jahr zurück. Sie hatte unter Heimweh gelitten und sich unter der autoritären Führung ihrer Tante nicht wohlgefühlt.

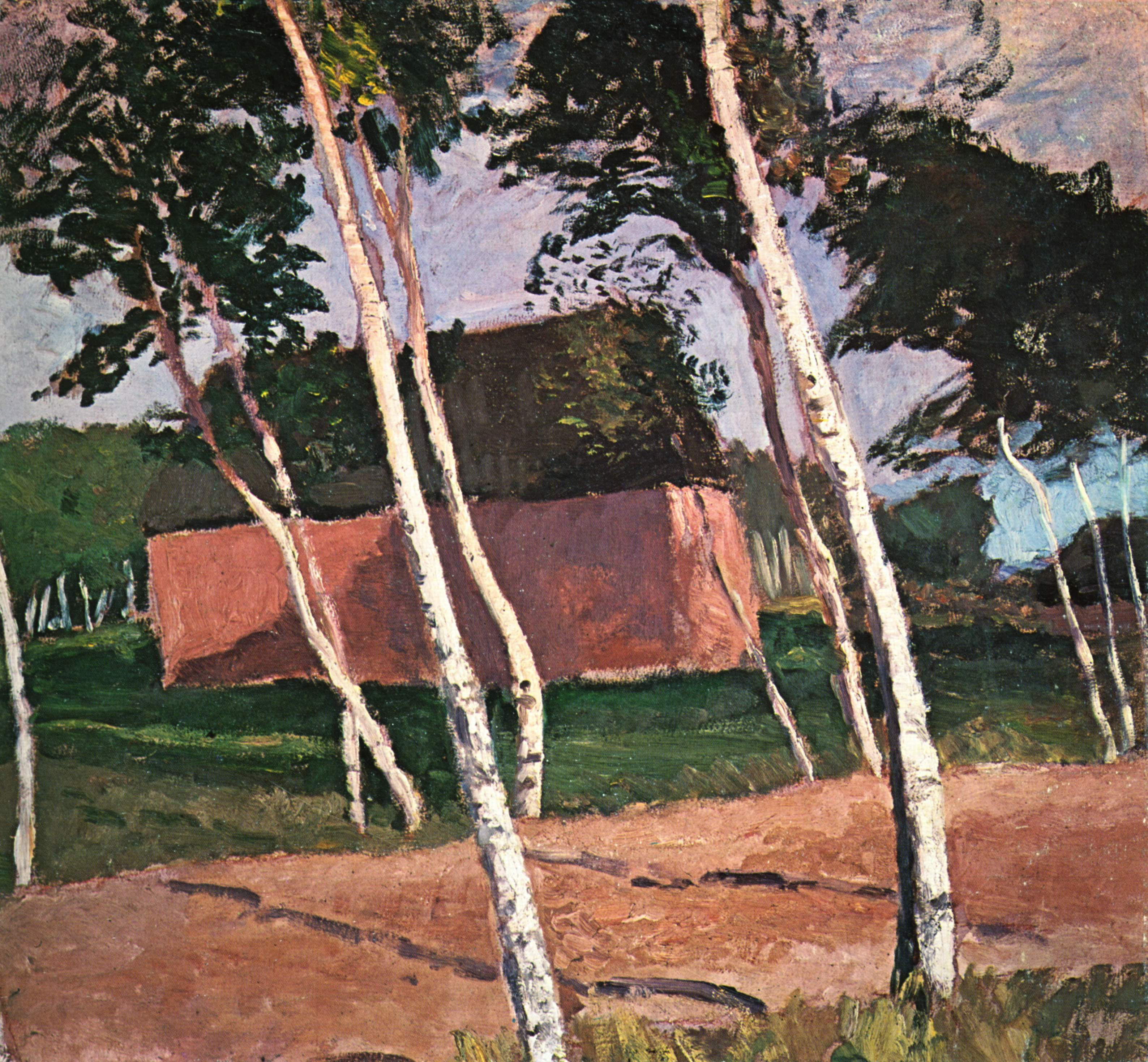
Worpsweder Landschaft, um 1900; Tempera auf Pappe

##### Lehrerinnenseminar
Vor allem auf Grund des Einwirkens ihres pflichtbewussten Vaters besuchte Paula Becker ab 1893 bis 1895 in Bremen das Lehrerinnenseminar Janson. Sie folgte damit ihrer ältesten Schwester Milly, die ebenfalls dieses Seminar besucht hatte. Die jüngste Schwester Herma (1885–1963), erhielt später ebenfalls eine Lehrerinnenausbildung. Ihr Examen bestand Paula am 18. September 1895. Während dieser Zeit erhielt sie privaten Malunterricht – ein Entgegenkommen des Vaters, denn Paula hatte die Ausbildung zur Lehrerin nur ungern begonnen.

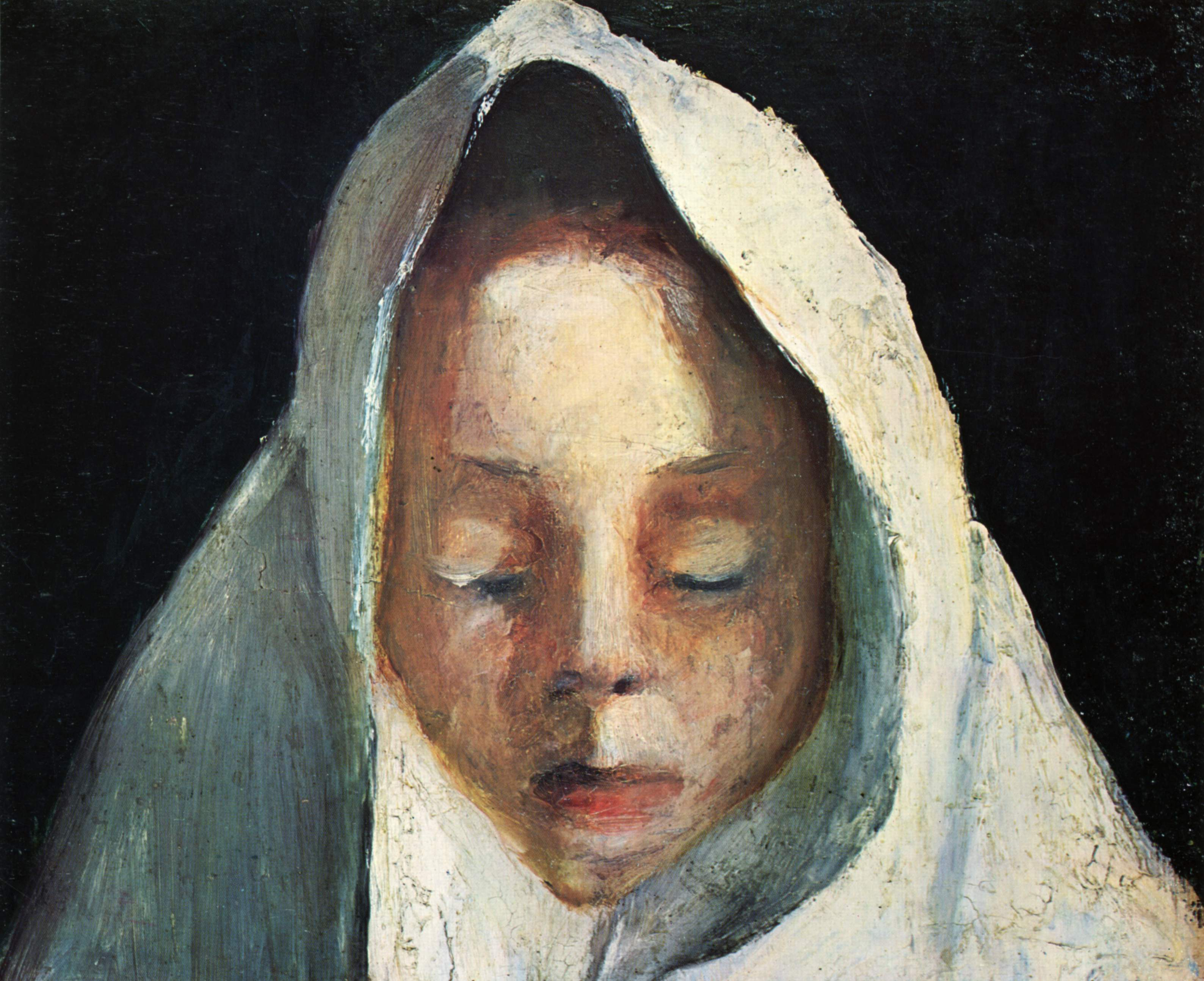
Kinderkopf mit weißem Tuch, um 1900, Privatsammlung; Tempera auf Pappe

Der Malunterricht fand bei dem Maler Bernhard Wiegandt statt und war für Paula Becker die erste Gelegenheit, nach einem lebenden Modell zu arbeiten. Aus dieser Zeit stammt eine Reihe von Porträts ihrer Geschwister sowie das erste Selbstporträt, das auf 1893 datiert wird. Im Anbau des elterlichen Hauses durfte sich Paula Becker ihr Atelier einrichten. Von Gisela Blasius, deren Großmutter Kaltmamsell im Hause Becker war, wurde anekdotisch berichtet, wie Paula eine erschöpfte und sich ausruhende Gemüsefrau am Zaun vor ihrem Grundstück im Schlafen zeichnete. Die plötzlich erwachende Frau sei darüber sehr verärgert gewesen und beschimpfte die junge Paula Becker.
Im September 1895 bestand Paula das Lehrerinnenexamen mit einem guten Abschluss. Im Frühsommer 1898 spendierte ihr Onkel Wulf von Bültzingslöwen (1847–1907) zur Belohnung für ihren erfolgreichen Studienabschluss eine Reise nach Norwegen; beide lernten vor Ort die Malerei von Edvard Munch kennen.
Im Frühjahr 1893 sah Paula Becker das erste Mal Bilder des Worpsweder Künstlerkreises. Otto Modersohn, Fritz Mackensen, Fritz Overbeck, Hans am Ende und Heinrich Vogeler stellten in der Kunsthalle Bremen ihre Gemälde aus. Paula Becker war zwar angetan, aber eine besondere Begeisterung ist ihren Tagebucheinträgen nicht zu entnehmen. Besonders gut gefiel ihr allerdings ein Bild ihres späteren Mannes Otto Modersohn – sie beeindruckten die eigenartig getönten Farben und die Art und Weise, mit der er die Stimmung in der Heide einfing.

##### Kunstunterricht in Berlin

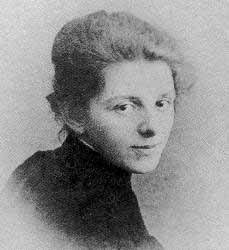
Paula Modersohn-Becker, Foto von 1895

Der Familie ihrer Mutter verdankte es Paula Becker, dass sie im Frühjahr 1896, genauer in den Monaten April bis Mai, nach Berlin fahren konnte, um dort an einem sechswöchigen Kurs an der Zeichen- und Malschule des Vereins der Berliner Künstlerinnen in der Potsdamer Straße 38 teilzunehmen; die Lehrer waren Jacob Alberts und Curt Stoeving. Sie wohnte bei der ältesten Schwester ihrer Mutter, Pauline Rabe (1840–1901) in der Perleberger Straße 23.
Ab Oktober 1896 begann sie eine eineinhalbjährige Ausbildung: Porträtmalerei bei Jacob Alberts und Martin Körte, Aktmalerei bei Ernst Friedrich Hausmann (1856–1914), Landschaftsmalerei bei Ludwig Dettmann. In dieser Zeit wohnte die junge Malerin bei ihrer Tante Herma Parizot in der Eisenacher Straße 61 in der 4. Etage, Aufgang 3. Mit Rilke, der in Berlin-Schmargendorf wohnte, soll sie sich öfter getroffen haben. Auch im Hause ihres Onkels Wulf von Bültzingslöwen in Berlin-Schlachtensee hatte sie zeitweilig gewohnt.
Die von ihr besuchte Malschule war sehr angesehen; elf Jahre zuvor hatte Käthe Kollwitz an der sogenannten „Damenakademie“ des Vereins der Berliner Künstlerinnen ihre Ausbildung begonnen. Ein Studium an einer Kunstakademie war Paula Becker als Frau dagegen verwehrt (siehe Frauenstudium).
Nach dem Abschluss des sechswöchigen Kurses konnte Paula Becker ihren Unterricht an der Schule fortsetzen. Offenbar war es ihrer Mutter gelungen, eine Schulgeldermäßigung zu erreichen. Um die Kosten für den Malunterricht zu decken, nahm Mathilde Becker eine Pensionärin in ihr Haus auf. Der Bruder ihrer Mutter, Wulf von Bültzingslöwen, und seine Frau Cora hatten sich außerdem bereit erklärt, Paula Becker bei sich wohnen zu lassen und für ihren täglichen Unterhalt aufzukommen.
In der Ausbildung dominierte der Zeichenunterricht, bei dem nach lebenden Modellen gearbeitet wurde. Erst wer das Zeichnen sicher beherrschte wurde zu den Malklassen zugelassen. Aus dieser Zeit existiert noch eine Reihe von Aktzeichnungen von Paula Becker, bei denen das Lineare stark betont wurde und die deutliche Hell-Dunkel-Kontraste aufweisen.
Im Februar 1897 wurde sie zu der ersten Malklasse bei Jeanna Bauck, einer Künstlerin, an der Damenakademie des Vereins der Berliner Künstlerinnen zugelassen. Paula Becker malte überwiegend Porträts. Auf Jeanna Bauck, von der Paula Becker begeistert war, ist ihr Wunsch zurückzuführen, eine Zeit lang in Paris zu leben. Den Sommer 1897 verbrachte sie wieder in Bremen. Sie unternahm mit der Familie im Rahmen des elterlichen Hochzeitstages einen Ausflug nach Worpswede. Zusammen mit ihrer Berliner Malerfreundin Paula Ritter blieb sie einige Wochen dort. Im Oktober 1897 nahm sie ihre künstlerische Ausbildung in Berlin bei Jeanna Bauck wieder auf. Von hier reiste sie nach Dresden zur „Internationalen Kunstausstellung Dresden 1897“ am königlichen Großen Garten, zu einem Eintrittspreis von 50 Pfennig sah sie etwa die Werke von Monet, Overbeck und Sisley u. a. m., aber auch Plastiken von Rodin und Meunier.
1899 lernte sie Carl Vinnen kennen und begegnete Carl Hauptmann in Berlin. Sie reiste in die Schweiz. Während ihrer Berliner Zeit verbrachte Paula Becker viel Zeit in Museen. Die reichlichen Besuche der Berliner Museen führten zum Nachzeichnen der Werke vieler bekannter Künstler. Ähnlich wie die Nazarener fast 70 Jahre zuvor schätzte sie vor allem die Künstler der deutschen und italienischen Renaissance. Zu diesen Malern zählten Albrecht Dürer, Lucas Cranach, Hans Holbein der Ältere, Tizian, Botticelli und Leonardo da Vinci. Sie bevorzugte damit Maler, die eine Tendenz zur großen, klaren Form haben und die das Linear-Konstruktive besonders betonen.

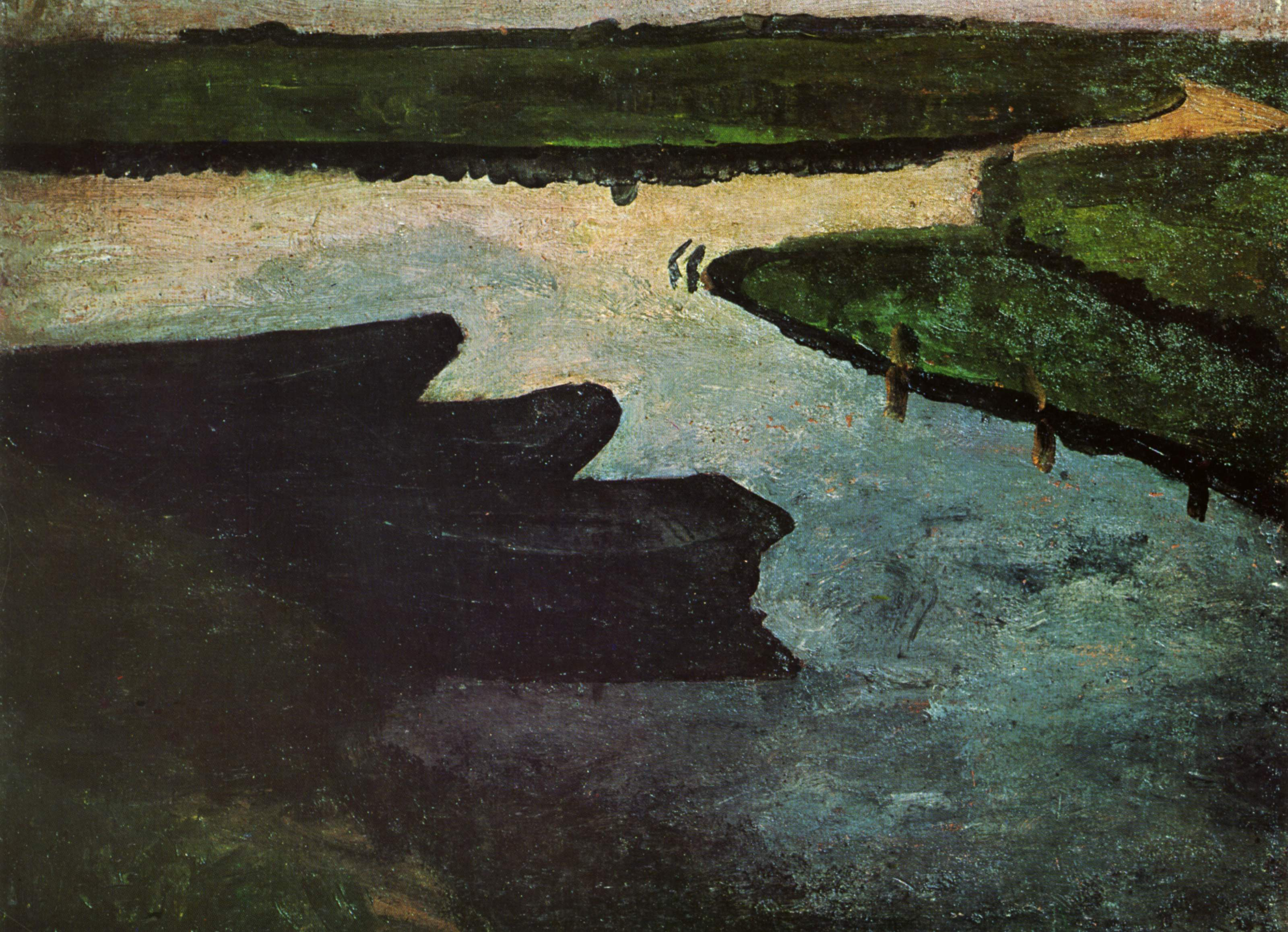
Moorkanal mit Torfkähnen, um 1900; Tempera auf Pappe

### Worpswede und Paris
Ihre Aufenthalte in Worpswede:
- 1897 im Sommer erstmals in Worpswede, Oktober bis November Reisen nach Dresden, Berlin und Wien.
- 1900 im Sommer bis Februar 1903 zweiter Aufenthalt in Worpswede.
- März 1903 kehrte sie wieder nach Worpswede zurück.
- Sommer 1905 bis Februar 1906 Rückkehr nach Worpswede.
- Der letzte Aufenthalt in Worpswede; im März 1907 kehrte Paula Modersohn-Becker gemeinsam mit ihrem Mann nach Worpswede zurück, wo sie verstarb.

Insgesamt war Modersohn-Becker viermal in Paris:
- Januar bis Juni 1900 erster Aufenthalt in Paris, sie besuchte die Académie Colarossi und die École des Beaux-Arts, sie nahm am Sonntag in der Silvesternacht 1900 den Nachtzug nach Paris.
- Februar bis März 1903 der zweite Besuch von Paris, Kurse an der Académie Colarossi.
- Februar bis April 1905 das dritte Mal in Paris, Aktkurs an der Académie Julian, sie traf ihre jüngere Schwester Herma, die sich hier zu Sprachstudien aufhielt, und wohnte zunächst wieder an der 29, Rue Cassette, zog aber am 20. Februar 1905 in die n° 65 Rue Madame um. Vom 29. März bis 7. April 1905 besuchten Otto Modersohn, Milly Becker sowie Martha und Heinrich Vogeler sie in Paris. Kurse an der Académie Julian.
- Februar bis Oktober 1906 der vierte Paris-Aufenthalt, Anatomiekurs an der École des Beaux-Arts. Sie wohnte in einem neuen Atelier, das sie Ende Oktober am „n° 29 49 Boulevard du Montparnasse“ im Hause der Académie Vitti bezog.

#### Umzug nach Worpswede

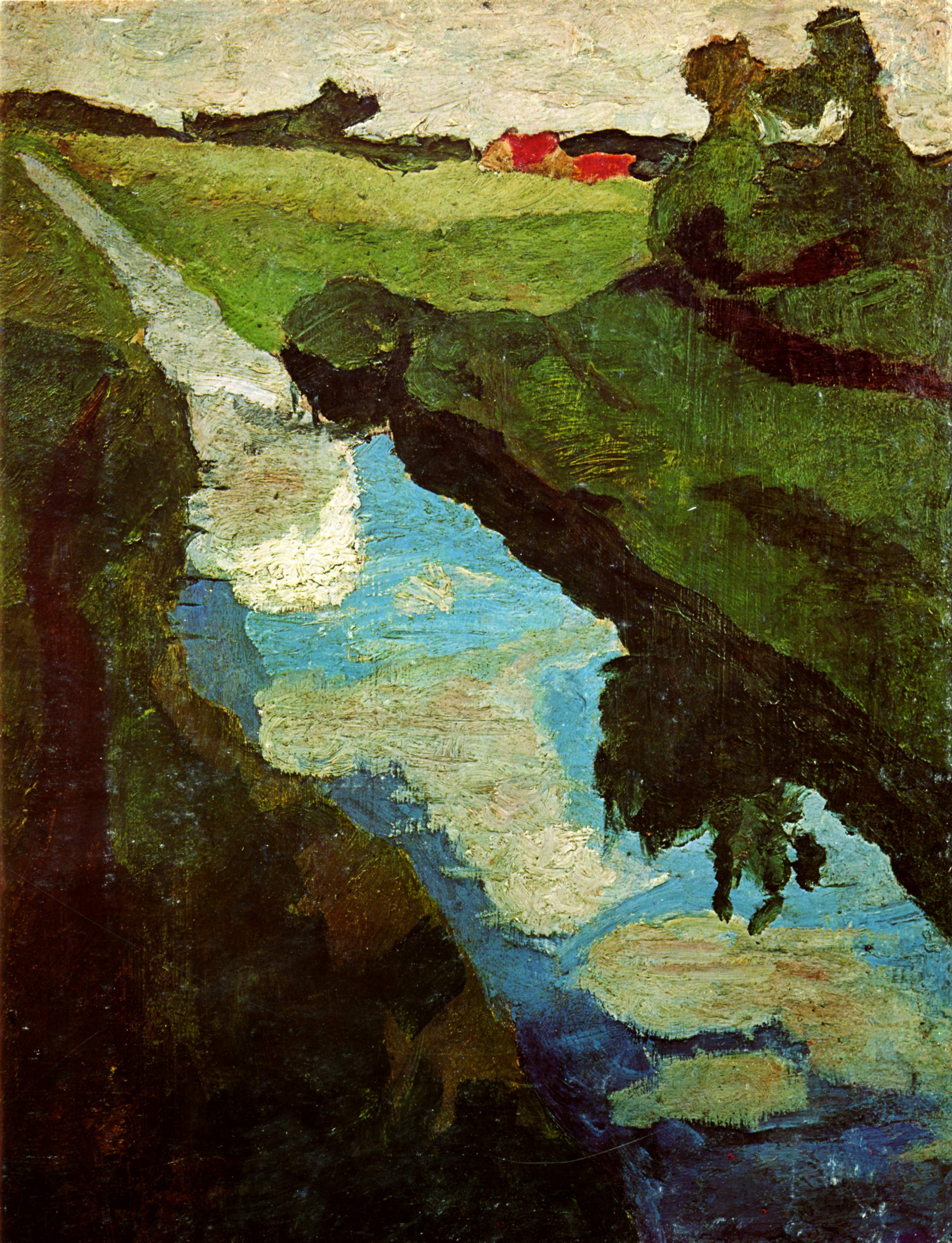
Moorgraben, 1900 bis 1902; Tempera auf Pappe

Anlässlich der Silberhochzeit der Eltern unternahm die Familie Becker im Sommer 1897 einen Ausflug in das kleine, vor den Toren Bremens gelegene Dorf Worpswede, das inmitten des Teufelsmoores liegt. Paula Becker war von der Landschaft und ihrem Farbenspiel, der Einsamkeit des Ortes und der dort angesiedelten Künstlerkolonie tief beeindruckt. Vor Beginn des Herbstsemesters 1897 fuhr sie erneut mit einer Freundin dorthin, um zu wandern und die Maler aufzusuchen. Als sie im Januar 1898 600 Mark erbte und ihre kinderlosen Verwandten Arthur und Grete Becker ihr eine auf drei Jahre befristete jährliche Rente von 600 Mark aussetzten, damit sie ihre Ausbildung fortsetzen konnte, beschloss sie, unterstützt von ihren Eltern, nach Worpswede zu gehen. Ursprünglich war nur an einen kurzen Ferienaufenthalt gedacht. Mathilde Becker plante, dass ihre Tochter ein paar Wochen bei Fritz Mackensen Mal- und Zeichenunterricht genießen und dann im Herbst eine Aupair-Stelle in Paris annehmen sollte. Dem Einfluss des Vaters war es zu verdanken, dass Mackensen sich tatsächlich dazu bereit fand, die Tochter bei ihren Malstudien zu unterstützen. Als Paula Becker jedoch im September 1898 nach Worpswede ging, war offenbar bereits ein längerer Aufenthalt geplant.
Eine ihrer Freundinnen, neben Clara Westhoff, war Ottilie Reylaender, die sie 1901 auch in Paris besuchte. Reylaender war 1898 wegen ihres zeichnerischen Talents und auf Vermittlung ihres Lehrers, des Heimatdichters Johann Hinrich Fehrs, als erst fünfzehnjährige Malschülerin von Fritz Mackensen unterrichtet worden.

#### Die Worpsweder Künstlerkolonie
Die Künstler, die sich in Worpswede seit 1889 angesiedelt hatten, fühlten sich von den Kunstakademien unabhängig. Die meisten waren Schüler der seit Wilhelm von Schadow berühmten Kunstakademie Düsseldorf, standen jedoch wie viele Künstlergemeinschaften des 19. Jahrhunderts der akademischen Kunstausbildung und ihrer Ateliermalerei kritisch gegenüber. Durch den Rückzug nach Worpswede wollten sie sich ähnlich wie die von Théodore Rousseau gegründete „Schule von Barbizon“ um ein neues Naturverständnis in ihrer Malerei bemühen. Ziele waren eine schlichte, unverfälschte Malerei in freier Natur und eine positive Darstellung der als ursprünglich und unverdorben empfundenen Bauernschaft. Die weiblichen Künstlerinnen wurden um das Fin de Siècle despektierlich-ironisch auch als „Malweiber“ bezeichnet.

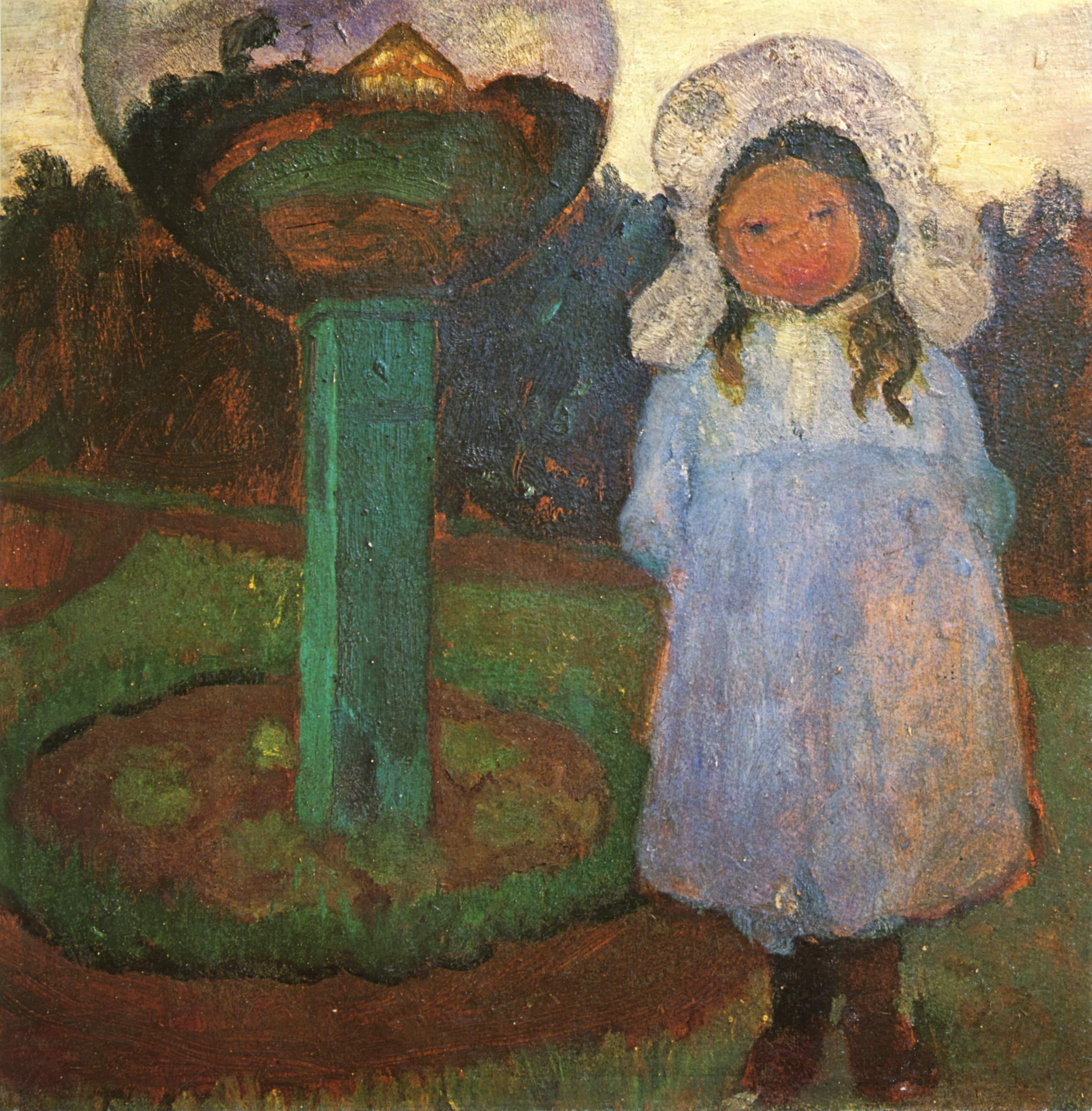
Mädchen im Garten neben Glaskugel, (Elsbeth), um 1901/1902; Öltempera auf Pappe

Eine enge Freundschaft knüpfte Paula Becker mit Clara Westhoff, die Bildhauerin werden wollte und bei Mackensen Modellier- und Zeichenunterricht nahm. Nachdem das Verhältnis zwischen Paula Becker und den Worpsweder Künstlern anfangs sehr zurückhaltend war, intensivierte sich ab März 1899 der Kontakt zu dem Ehepaar Helene, geborene Schröder (1868–1900), und Otto Modersohn sowie zu Heinrich Vogeler, unter dessen Anleitung sie im Sommer 1899 einige Radierungen schuf. Das disziplinierte und farbarme grafische Arbeiten mit Druckplatte und Radiernadel lag ihr jedoch nicht sonderlich.
Ab etwa 1898 entwarf sie im Auftrag des Kölner Schokoladeproduzenten Ludwig Stollwerck zusammen mit ihrem späteren Ehemann Otto Modersohn und den Worpsweder Künstlern Fritz Overbeck und Heinrich Vogeler Stollwerck-Bilder, beispielsweise Gänsejunge mit Flöte und Bauernfrau mit zwei Gänsen sowie Porträts von sechs Frauen mit Blumenranken.
Den Kunstunterricht bei Fritz Mackensen empfand Paula Becker anfangs als sehr hilfreich, aber schon Ende 1898 stellte sich bei ihr das Gefühl ein, dass er nicht der rechte Lehrer für sie sei. Mit ihrer zur Vereinfachung von Form und Farbe tendierenden Kunst fand sie nicht nur in Worpswede keine künstlerischen Anregungen. Die vernichtende Kritik, die sie gegen Ende 1899 über ihre erste Ausstellungsbeteiligung erhielt, hatte ihr auch deutlich gemacht, dass sie mit ihrer Malerei außerhalb der allgemeinen deutschen Kunstszene stand. Gustav Pauli, der neue Direktor der Kunsthalle Bremen, hatte ihr die Beteiligung an der Ausstellung ermöglicht. Zusammen mit der Malerin Marie Bock stellte sie aus und beide gerieten sie in den Fokus einer heftigen Kritik eines Bremer Chefredakteurs. Wie in den Annalen der Kunsthalle vermerkt, nahm die Exposition der Becker’schen Werke keinen glücklichen Verlauf. So wurden die Aktzeichnungen und zwei Landschaftsbilder der beiden Damen für nur wenige (fünf) Tage in der Ausstellung belassen, scharfe Kritik an ihrem Frühwerk führten dazu, dass sie ihre Bilder noch während des laufenden Ausstellungsverlaufs wieder entfernen musste. In der Weser-Zeitung ließ Emil Fitger am 20. Dezember 1899 über ihre zwei ausgestellten Bilder verlauten:

„Für die Arbeiten der beiden genannten Damen reicht der Wörterschatz einer reinlichen Sprache nicht aus und bei einer unreinlichen wollen wir keine Anleihe machen. Hätte eine solche Leistungsfähigkeit auf musikalischem oder mimischem Gebiet die Frechheit gehabt, sich in den Konzertsaal oder auf die Bühne zu wagen, es würde alsbald ein Sturm von Zischen und Pfeifen dem groben Unfug ein Ende gemacht haben…“

Sein Bruder Arthur Fitger und die „neue Kunst“ der verwerflichen Worpsweder waren Antipoden – er war der Künstlerkolonie Dötlingen zugetan, besuchte dort oft Georg Müller vom Siel. Arthur Fitger war ein entschiedener Gegner der modernen Richtung. Jedes Mal, wenn in der Kunsthalle eine neue Ausstellung erschien, veröffentlichte er eine bissige Kritik in der von seinem Bruder Emil Fitger redigierten „Weser-Zeitung“, dem angesehensten Blatt der Stadt.
Es feierten Künstler wie Max Slevogt, Lovis Corinth, Max Liebermann oder Wilhelm Leibl in München und später in Berlin erste Erfolge; der deutsche Impressionismus blieb jedoch strengen Formen aus der biedermeierlichen Salonmalerei treu. Wie zu jener Zeit üblich, wollte auch Paula Becker einen Studienaufenthalt in Paris einlegen, um die dortige Kunstszene kennenzulernen.

#### Der erste Studienaufenthalt in Paris

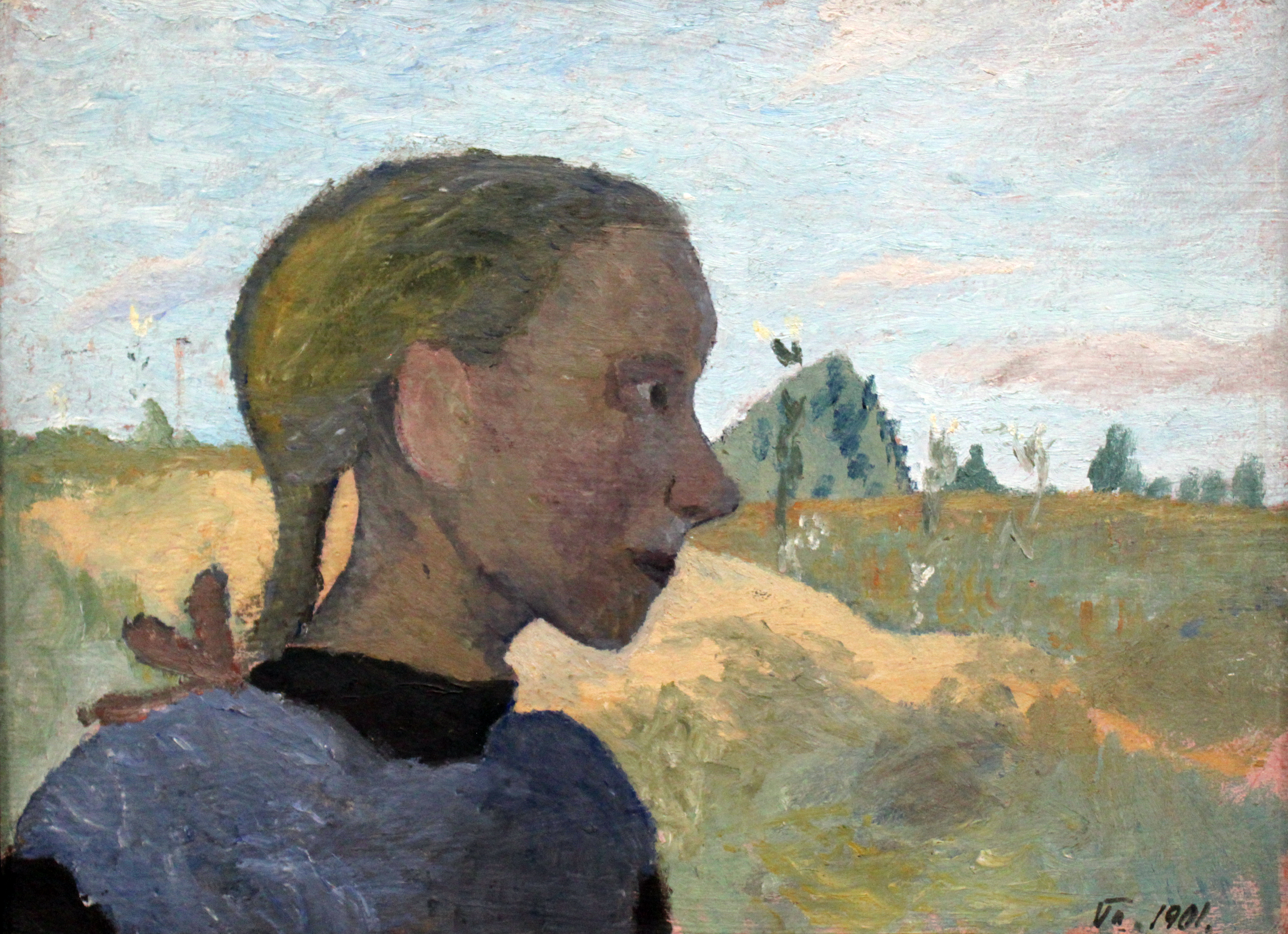
Mädchenbildnis, 1901, Städelsches Kunstinstitut

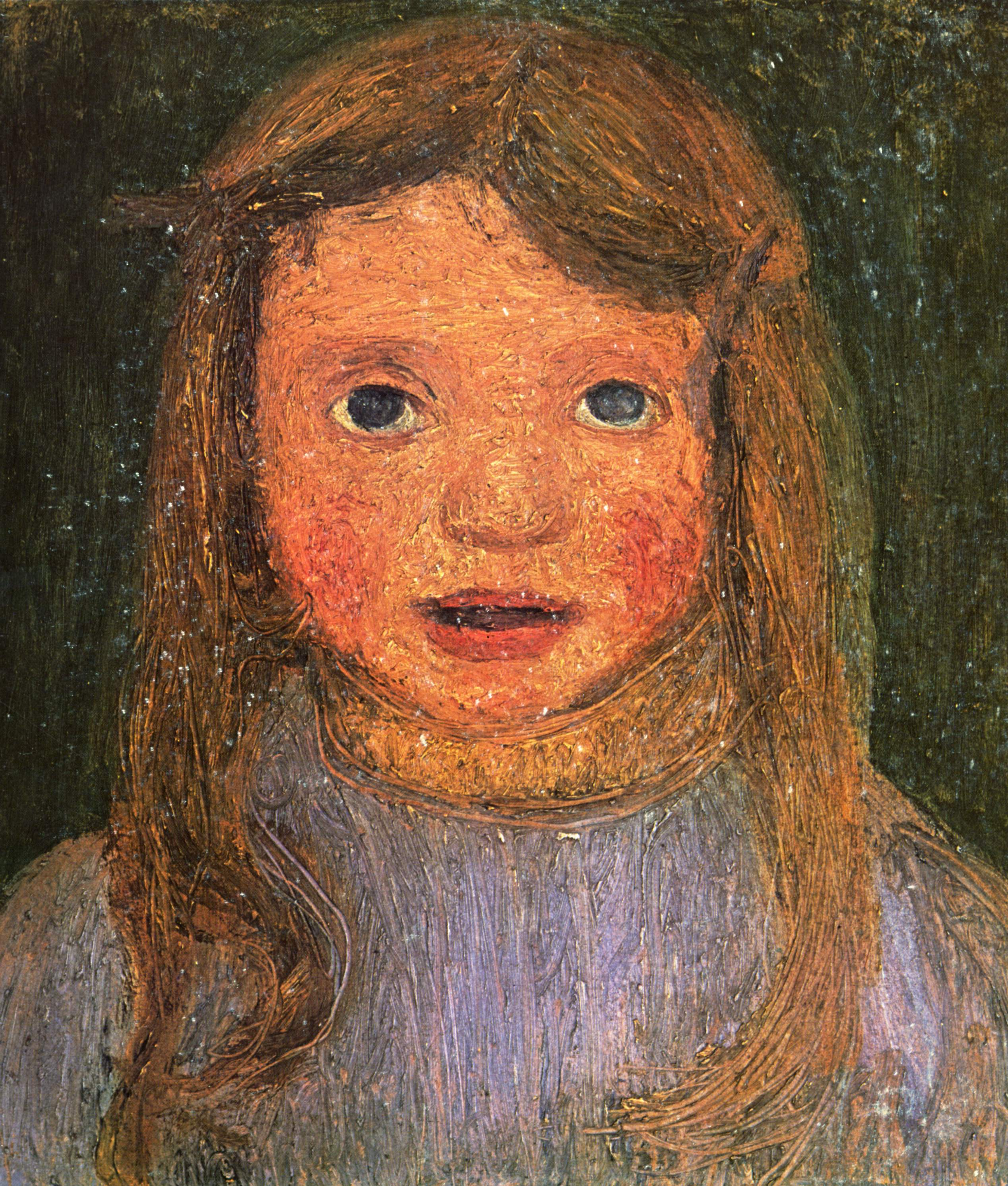
Kopf eines kleinen Mädchens (Elsbeth), 1902

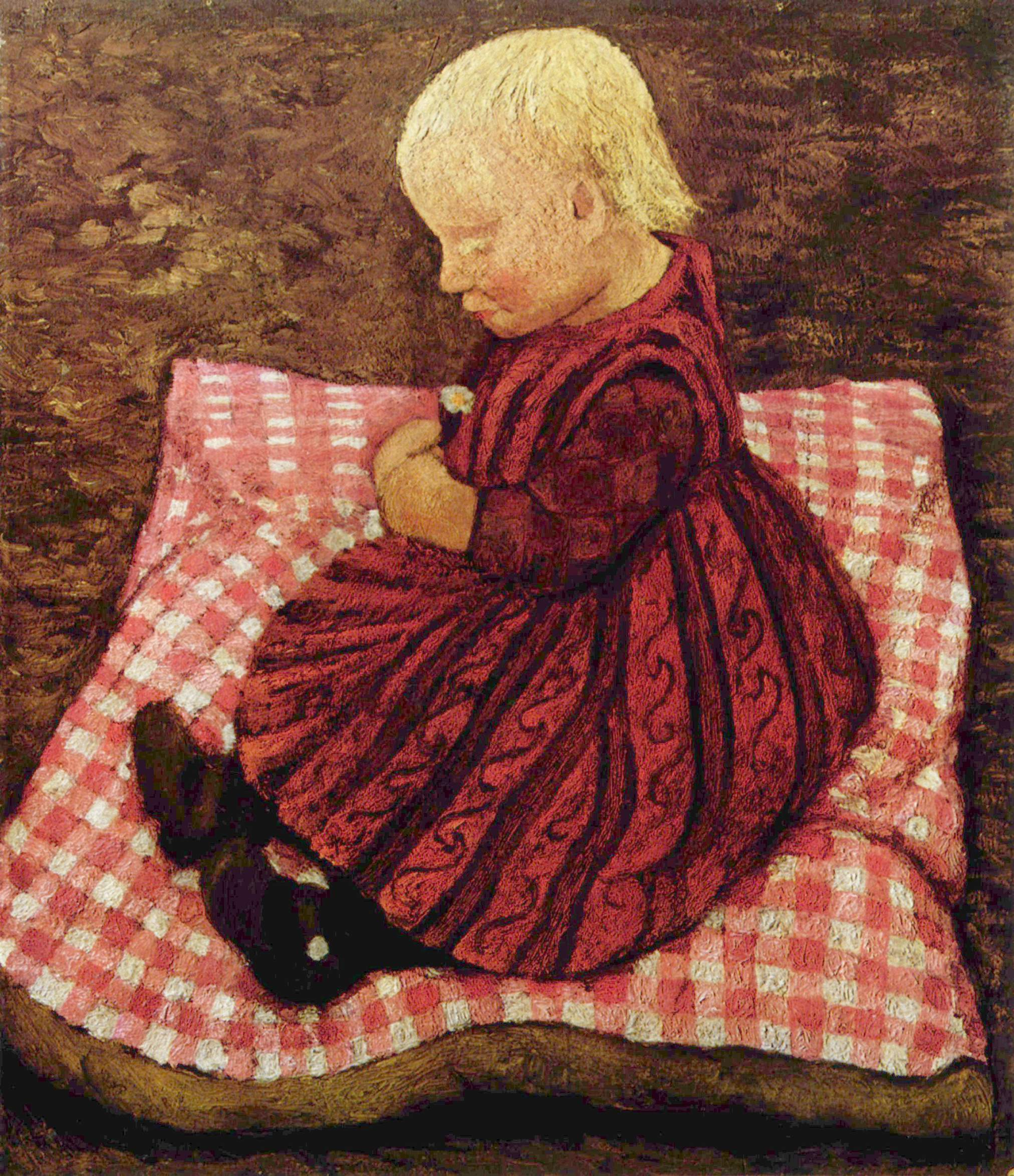
Kind auf rotgewürfeltem Kissen, 1904

In der Silvesternacht 1899 brach Paula Becker nach Paris auf, eine circa siebzehnstündige Fahrt mit dem Zug lag vor ihr. So wie Rom um die Wende ins 19. Jahrhundert Anziehungspunkt für deutsche Künstler gewesen war, war Paris gegen Ende des 19. Jahrhunderts zum führenden europäischen Kunstzentrum geworden, und zahlreiche deutsche Künstler, darunter Emil Nolde, Karl Hofer, Bernhard Hoetger, Emmi Walther oder Käthe Kollwitz, verbrachten im ersten Jahrzehnt des 20. Jahrhunderts einige Zeit in Paris und besuchten eine der zahlreichen zumeist privaten Kunstschulen. Clara Westhoff, die Freundin aus Worpswede, war bereits seit Ende 1899 in Paris, weil sie hoffte, Schülerin von Auguste Rodin zu werden.
1900 studierte Paula Becker an der Académie Colarossi am Montparnasse in der „n° 10 Rue de la Grande-Chaumière“, im 6. Arrondissement, Paris. Ihre Lehrer waren Courtois, Collin und Louis-Auguste Girardot (1856–1933). Es fand in Paris die Weltausstellung Paris 1900 statt.
Fast zur gleichen Zeit war auch der aus der Nähe Bremens kommende Heinz Witte-Lenoir in Paris angekommen. Beide belegten Kurse an der Académie Colarossi im Aktzeichnen. Heinz Witte-Lenoir berichtete: „Ich hatte in meiner Werkstatt einige Zeichnungen von Florain, Steinlen und Degas sowie einen Ballen indische Handarbeiten, der noch nicht ausgepackt war und die wir zusammen mit einigen Kollegen und Kolleginnen bewunderten. Ich erinnere mich, dass meine ockerigen Aktgebilde ein starkes Interesse für sie hatte und sie einige Zeit später noch einmal mit einer Engländerin gekommen, um sie noch einmal wieder anzusehen. Das war nun nicht so, dass Paula Modersohn für mich eine größere Bedeutung hatte als viele meiner anderen Bekannten der damaligen Zeit.“
Finanziell konnte sich Paula Becker diesen Aufenthalt leisten, weil sie nach wie vor die Rente ihrer Verwandten erhielt. Sie bezog ein kleines Zimmer in dem Ateliergebäude in der „n° 9 Rue Campagne Première“ im Hinterhaus, das sie mit Möbeln vom Trödel und Kisten einrichtete. Ihr Tag endete teilweise sehr spät, so waren die letzten Aktkurse etwa von 7 bis 10 Uhr am Abend. So wie in Berlin ging sie erneut in Museen. Allein oder gemeinsam mit Clara Westhoff besuchte sie außerdem Ausstellungen und Galerien, um die modernen französischen Maler kennenzulernen. Clara Westhoff berichtete später, wie sie gemeinsam den Kunsthändler Ambroise Vollard aufsuchten und Paula Becker zutiefst beeindruckt von den Gemälden Paul Cézannes war, der zu dieser Zeit noch ein völlig unbekannter Künstler war. Nach Sicht der Kunsthistorikerin Christa Murken Altrogge kann Paula Becker als erste deutsche Künstlerin gewertet werden, die die Größe und das Richtungsweisende dieses Malers erkannte. In einem mit 21. Oktober 1907 datierten Brief an Clara Westhoff schrieb sie Jahre später, dass Cézanne

„einer von den drei oder vier Malerkräften ist, der auf mich gewirkt hat wie ein Gewitter und ein großes Ereignis.“

Sicher ist auch, dass Paula Becker während dieses Aufenthaltes in Paris die große Ausstellung der Nabis-Künstler besucht hat. Diese vom japanischen Farbholzschnitt beeinflussten Künstler legten Wert auf eine flächenbetonte Malerei, deren Farbe Bedeutungsträger und nicht Mittel zur Wiedergabe von Augenschein ist.
Seit April 1900 fand in Paris die große Jahrhundertausstellung statt. Anlässlich dieser Ausstellung kamen Otto Modersohn und das Ehepaar Overbeck im Juni nach Paris. Paula Becker schätzte den elf Jahre älteren Landschaftsmaler Modersohn sehr. Modersohns gesundheitlich angeschlagene Ehefrau Helene war in Worpswede zurückgeblieben und starb während der kurzen Zeit, die er in Paris verbrachte. Modersohn und mit ihm das Ehepaar Overbeck kehrten überstürzt nach Deutschland zurück.

#### Rückkehr nach Worpswede
14 Tage nach der Abreise von Modersohn und den Overbecks kehrte auch Paula Becker gemeinsam mit Clara Westhoff nach Worpswede zurück. Da die geerbten 600 Mark aufgebraucht und die ihr ausgesetzte Rente abgelaufen war, legte ihr Vater ihr nahe, sie möge sich eine Stelle als Gouvernante suchen. Ihr angegriffener Gesundheitszustand erlaubte das jedoch noch nicht sofort. Sie hatte sich in Paris überarbeitet und gleichzeitig aus Sparsamkeit so spartanisch gelebt, dass ihr der Arzt Ruhe verordnete. In dieser Zeit schrieb Paula Becker jenen Tagebucheintrag, der in ihren Biografien häufig zitiert wird, da er eine Vorahnung ihres frühen Todes anzudeuten scheint:

„… Ich weiß, ich werde nicht sehr lange leben. Aber ist das denn traurig. Ist ein Fest schöner, weil es länger ist? Und mein Leben ist ein Fest, ein kurzes, intensives Fest … Und wenn nun die Liebe mir noch blüht, vordem ich scheide, und wenn ich drei gute Bilder gemalt habe, dann will ich gern scheiden mit Blumen in den Händen und im Haar.“

Paula Becker korrigierte diese Andeutung Wochen später durch einen anderen Tagebucheintrag mit den Worten Und es dauert doch noch lange. Ich bin gesund und stark und lebe.
Während sie sich physisch von ihrem anstrengenden Parisaufenthalt erholte, leistete ihr Otto Modersohn gelegentlich Gesellschaft. Die Beziehung zu ihm intensivierte sich, und am 12. September 1900, knapp drei Monate nach dem Tod von Helene Modersohn, verlobten sich die beiden.

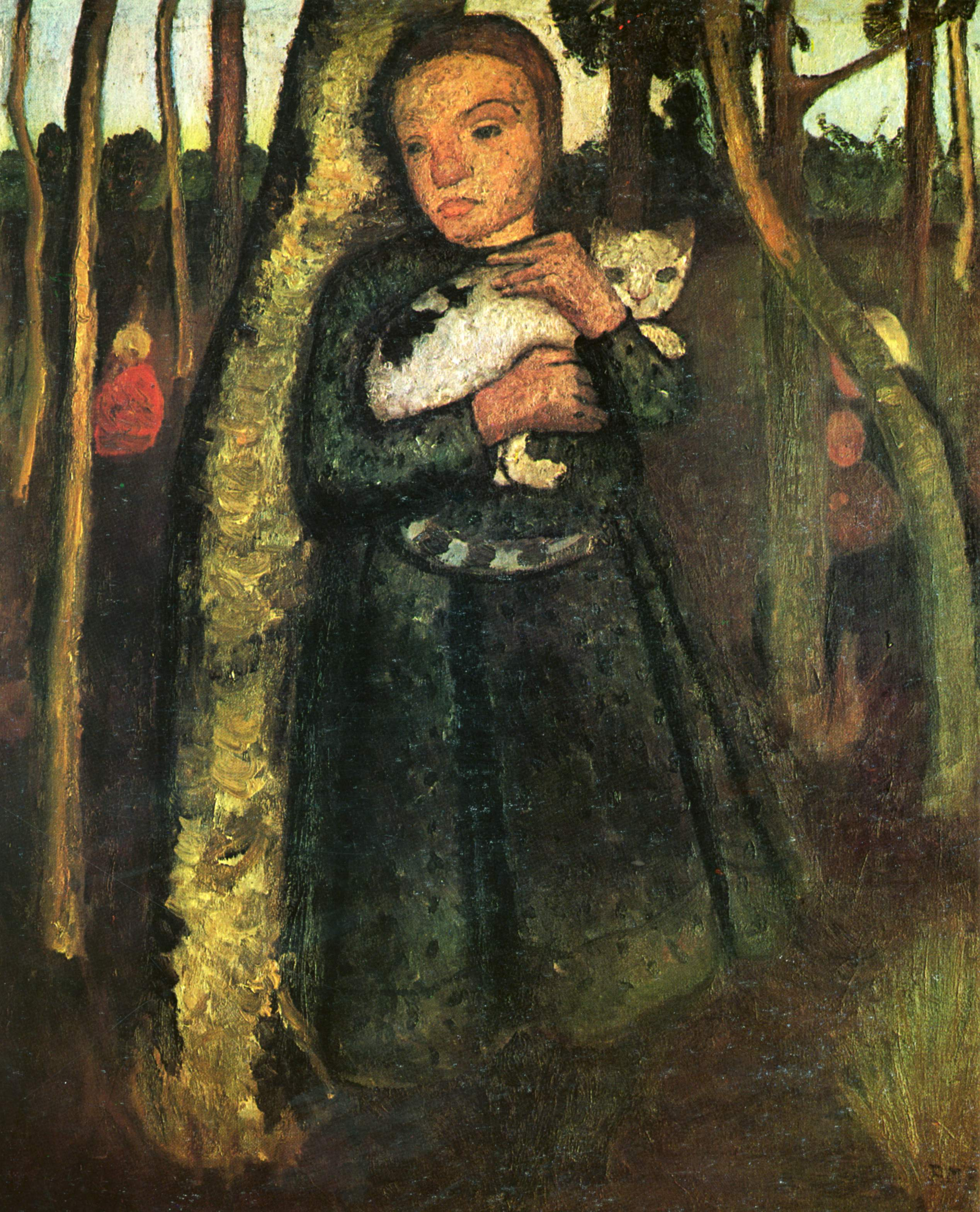
Mädchen mit Katze im Birkenwald, 1904/1905; Öltempera auf Leinwand

In die Verlobungszeit fällt auch die Bekanntschaft mit Rainer Maria Rilke. Er hatte sich 1898 mit Heinrich Vogeler während dessen Florenz-Aufenthaltes angefreundet und kam nun als Gast Vogelers zu Besuch nach Worpswede. Bei Modersohn kehrte in derselben Zeit Carl Hauptmann, der Bruder von Gerhart Hauptmann, ein. Abends traf man sich regelmäßig auf dem Barkenhoff, den das Ehepaar Vogeler bewohnte. Clara Westhoff und Paula Becker erschienen Rilke wie Schwestern. In seinen Tagebüchern nannte er die beiden Freundinnen die blonde Malerin und die Dunkle, um die immer Handlung, Bewegung und Erzählung war. Beiden Frauen war er eng verbunden. Während er in Clara Westhoff – die er wenig später heiratete – jedoch sehr stark auch die Künstlerin sah, erlebte er Paula Becker vor allem als ernste Freundin und widmete ihr ein Gedicht, das später in seinem Das Buch der Bilder (1902) erscheinen sollte:

„… Du blasses Kind, an jedem Abend soll

der Sänger dunkel stehn vor deinen Dingen […]“

In seiner Monografie über die Worpsweder Maler erwähnt Rilke Paula Modersohn-Becker jedoch nicht, und bei Rodin führte er sie kurz darauf als Ehefrau eines berühmten Malers ein. Die Malerin Paula Modersohn-Becker, die im Urteil heutiger Kunsthistoriker das Werk ihres Mannes weit überstrahlt, nahm Rilke erst kurz vor ihrem Tod als Künstlerin wahr.
Die beiden Kunstschülerinnen Clara Rilke-Westhoff und Paula Modersohn-Becker hatten unbedachterweise 1900 die Kirchenglocken der Zionskirche geläutet; was als Feueralarm missdeutet worden war. Als „Strafarbeiten“ wurden ihnen Engelsputten unter der Emporendecke und Blumenornamente in den Zwickeln der Säulen auf den Emporen aufgetragen.

#### Heirat mit Otto Modersohn
Am Samstag, den 25. Mai 1901, heirateten Otto Modersohn und Paula Becker. Ihre Heirat fand im elterlichen Haus von Paula Becker in Bremen statt. Die Hochzeitsreise führte sie zu Carl Hauptmann nach Schreiberhau. Modersohn-Becker hatte auf Druck ihrer Eltern zuvor sogar noch einen Kochkurs in Berlin begonnen, den sie jedoch frühzeitig wieder abbrach. Ihre in einem Brief vom 8. März 1901 angegebene Begründung charakterisiert nicht nur ihre Person, sondern auch ihre kommenden Ehejahre:

„Es ist gut, sich aus Verhältnissen zu lösen, die einem die Luft nehmen.“

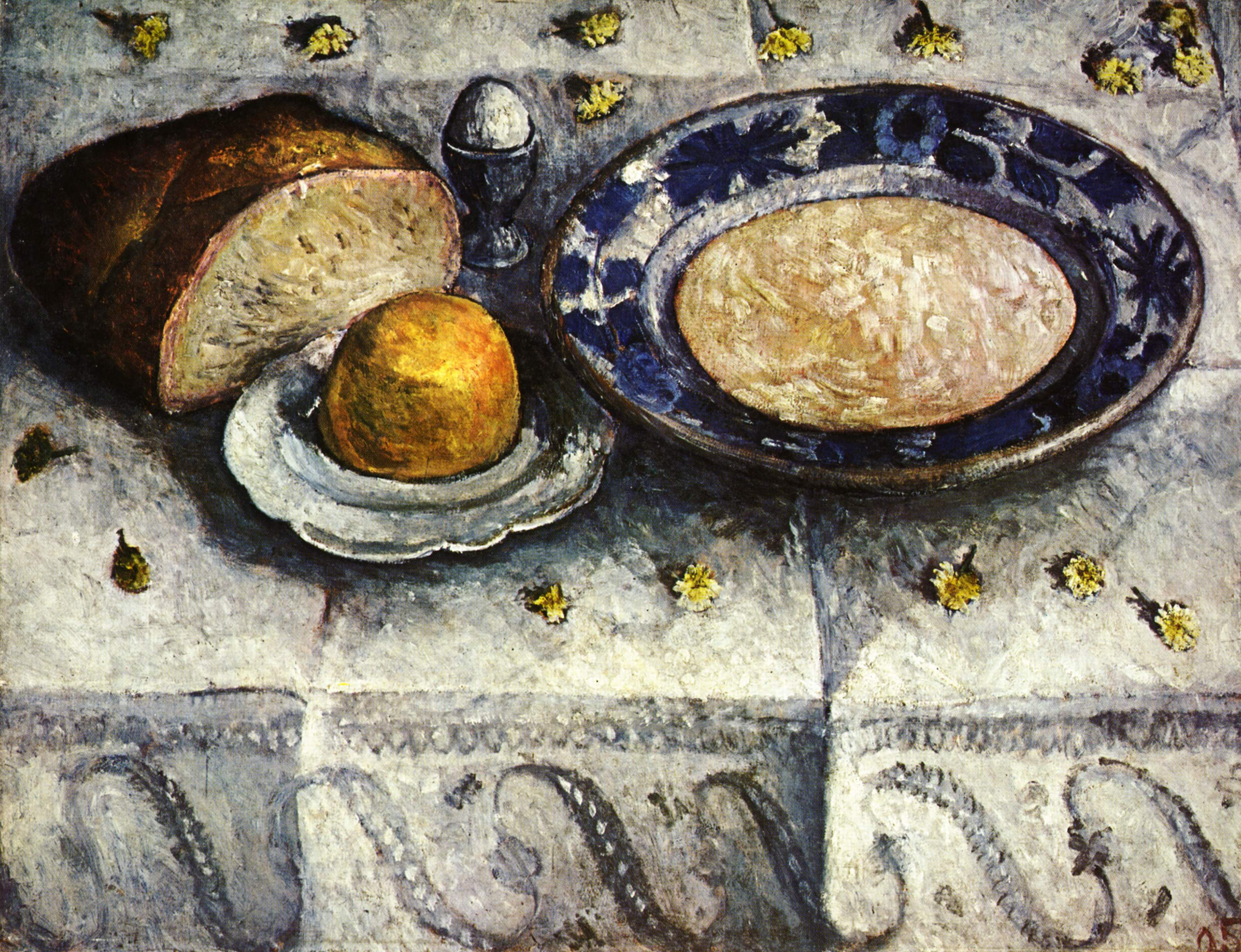
Stillleben mit Milchsatte, gelegentlich auch als Frühstückstisch bezeichnet, 1905; Tempera auf Pappe

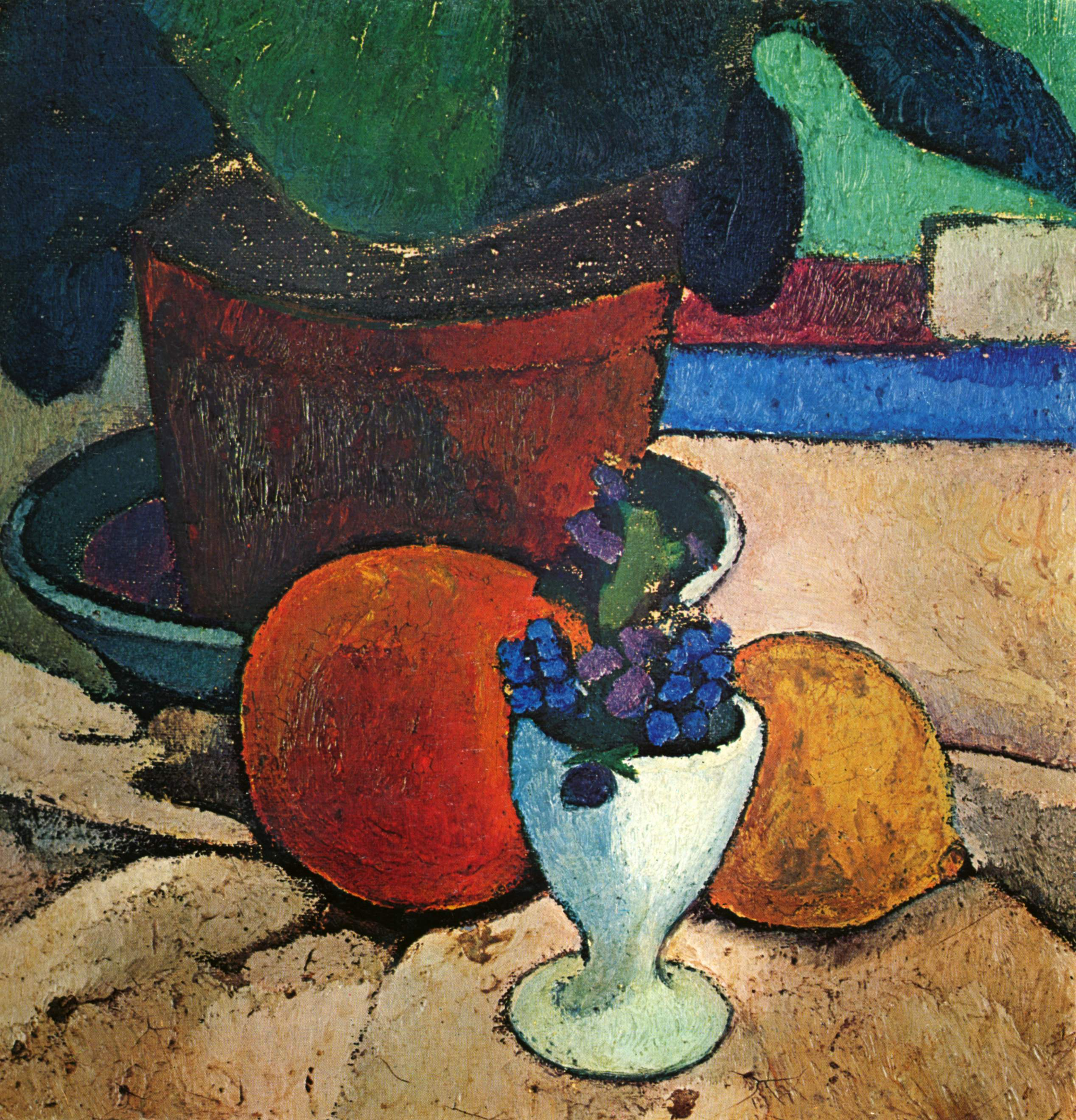
Stillleben mit Blattpflanze, Zitrone und Apfelsine, 1906, Privatsammlung; Tempera auf Leinwand

Nach einer kurzen Hochzeitsreise, bei der das Ehepaar unter anderem bei Gerhart Hauptmann in Agnetendorf zu Gast war, begann für Paula Modersohn-Becker eine Zeit, in der sie versuchte, ihre Pflichten als Ehe- und Hausfrau und Stiefmutter der jungen Elsbeth (1898–1984) mit ihren künstlerischen Ambitionen zu vereinen. Ihr Atelier, das „Lilienatelier“, war eine kleine Klause auf dem Hof des Bauern Brünjes. Modersohn ließ in das Dach Oberlichter einbauen, damit sie das Gebäude nutzen konnte. Ihren Tagesablauf organisierte sie mit Hilfe eines Dienstmädchens; von neun Uhr bis mittags um eins malte sie in ihrem Atelier, kam dann zum Essen heim und kehrte um drei Uhr wieder in ihr Atelier zurück, wo sie oft bis abends um sieben blieb. Ihrer Stieftochter Elsbeth versuchte sie eine gute und fürsorgende Mutter zu sein. Sie war das Modell einer Reihe ihrer Kinderbilder: Mädchen im Garten neben Glaskugel, das um 1901/02 entstand, und Kopf eines kleinen Mädchens zeigen ihre Stieftochter.

Der Ehemann Otto Modersohn (vor 1912)

Ihr Mann empfand die ersten drei Jahre ihrer Ehe als sehr glücklich. Aus seinen Tagebucheinträgen weiß man, dass er zutiefst davon überzeugt war, mit einer richtungweisenden Künstlerin verheiratet zu sein – auch wenn das zu dieser Zeit außer ihm keiner zu bemerken schien.
Otto Modersohn, Tagebuch, Sonntag, den 15. Juni 1902:

„Wundervoll ist dies wechselseitige Geben und Nehmen; ich fühle, wie ich lerne an ihr und mit ihr. Unser Verhältnis ist zu schön, schöner als ich je gedacht, ich bin wahrhaft glücklich, sie ist eine echte Künstlerin, wie es wenige gibt in der Welt, sie hat etwas ganz Seltenes. […] Keiner kennt sie, keiner schätzt sie – das wird anders werden.“

Paula Becker hatte in Modersohn einen liebenden Mann gefunden, der ihre künstlerische Weiterentwicklung nach Kräften unterstützte und ihr alles aus dem Weg räumte, damit sie ihrer künstlerischen Arbeit nachgehen konnte. Er brachte ihr zeitlebens das tiefste künstlerische Verständnis entgegen. „Keiner hat wohl solche Einblicke in ihr Wesen tun können, wie ich.“
Am 13. April 1902, schrieb er in sein Tagebuch:

„Mit Paula heute morgen über Paris gesprochen, es ist doch eine fabelhafte Stadt, wie überreich, Überraschungen, Anregung bietend, wie keine Stadt sonst. […] In das dicke Blut der Deutschen müßte immer von Zeit zu Zeit von dem lebendigen, temperamentvollen Wesen der Franzosen etwas eingeführt werden. Wie gut wäre das allen Worpswedern. […] Ich gehe mit Paula sicher nochmal nach Paris. –“

Die Heirat hatte Paula Modersohn-Becker von dem Zwang befreit, einem ungeliebten Beruf nachgehen zu müssen, um für ihren Unterhalt zu sorgen. Während ihres Lebens hat sie lediglich an die mit ihr freundschaftlich verbundenen Rilke und Vogeler jeweils ein Bild verkauft – ohne die Heirat mit Modersohn hätte sie dem Rat ihres Vaters folgen und sich eine Stelle als Gouvernante suchen müssen. Während Modersohn in seinen Tagebüchern festhielt, dass die Ehe schöner verlaufe, als er je geglaubt hätte, finden sich in den Tagebucheinträgen von Ostern 1902 bei Paula Modersohn-Becker Anzeichen einer kritischeren Haltung – wenn sie diese auch mit Selbstironie kontrastiert:

„Es ist meine Erfahrung, daß die Ehe nicht glücklicher macht. Sie nimmt die Illusion, die vorher das ganze Wesen trug, daß es eine Schwesterseele gäbe. Man fühlt in der Ehe doppelt das Unverstandensein, weil das ganze frühere Leben darauf hinausging, ein Wesen zu finden, das versteht … Dies schreibe ich in mein Küchenhaushaltebuch am Ostersonntag 1902, sitze in meiner Küche und koche Kalbsbraten.“

Anders als ihr Mann, der die Stille und Zurückgezogenheit von Worpswede brauchte, um sich künstlerisch zu entfalten, schätzte Paula Modersohn-Becker den Kontakt und die Abwechslung:

„Paula kann einfach nicht so schlicht, nüchtern leben. Solch anregendes Leben ist ihr wie der Blume die Sonne notwendig – sie verkümmert, verbittert sonst. […] Meine einzige Paula, die so sehr künstlerisch ist und so sehr Lebenskünstlerin. […] Paula ist ja allen so sehr überlegen.“

#### Paris 1903

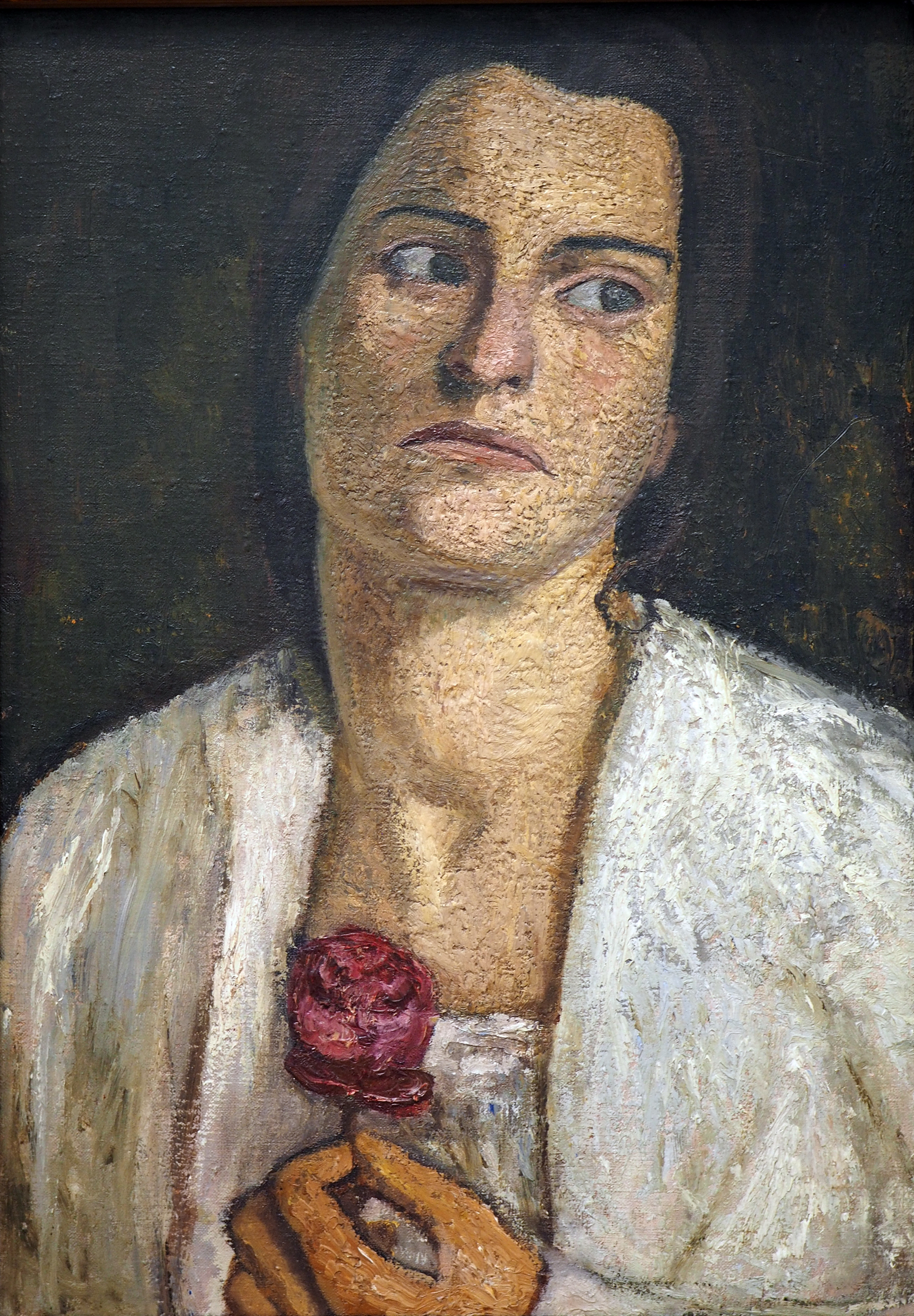
Clara Henriette Sophie Rilke, geb. Westhoff, 1905 (Hamburger Kunsthalle)

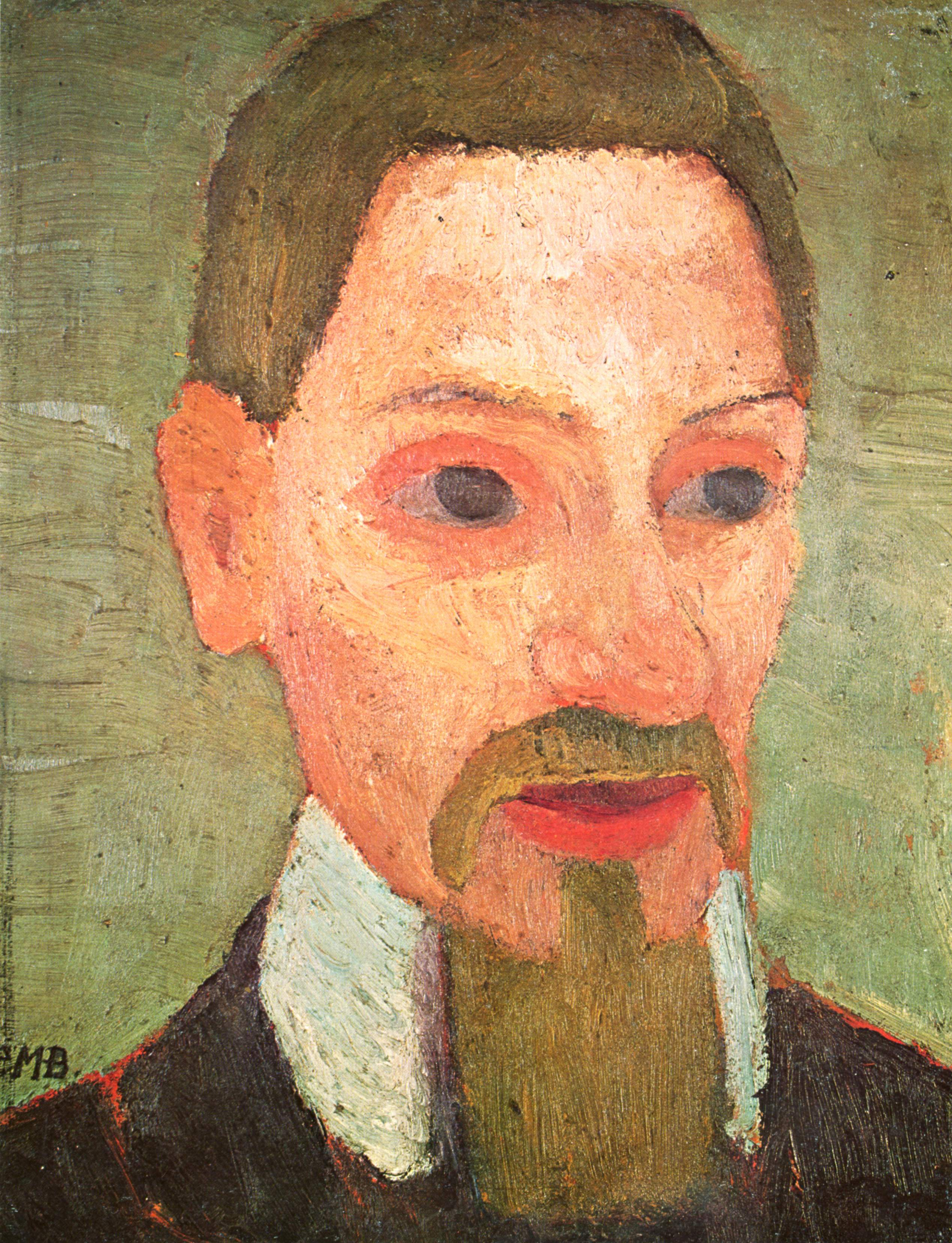
Porträt des Rainer Maria Rilke, 1906, Bremen, Sammlung Ludwig Roselius; Öltempera auf Pappe

Im Frühjahr 1903 erbat sich Paula Modersohn-Becker von ihrem Mann die Zusage, für einen Zeitraum von zwei Monaten nach Paris zurückkehren zu können. Sie wohnte zunächst wieder im „Grand Hotel de la Haute-Loire“ an der Kreuzung „Boulevard Raspail“ und „Boulevard du Montparnasse“, bevor sie in die „n° 29 Rue Cassette“ im 6. Arrondissement zog. In Paris verkehrte sie sehr viel mit dem Ehepaar Rilke, auch wenn sie die wachsenden Spannungen zwischen Rainer Maria Rilke und Clara Westhoff als belastend empfand.
Den überwiegenden Teil ihrer Zeit verbrachte sie im Louvre, um dort nach antiken und ägyptischen Vorbildern zu zeichnen. Umfangreiche, erhaltene Skizzenblöcke belegen ihre Aktivitäten. In ihren Selbstporträts, die danach entstanden, lässt sich nachvollziehen, dass sie sich stark mit den Mumienporträts aus dem oberägyptischen Fayum beschäftigte. Gemeinsam mit dem Ehepaar Rilke besuchte sie außerdem erneut Ausstellungen. Belegt ist aus dieser Zeit, dass sie sich intensiver mit japanischen Farbholzschnitten auseinandersetzte, unter anderem in der Sammlung Hayashi, die altjapanische Rollbilder zeigte, die den Jugendstil prägen sollten. Rilke ermöglichte ihr außerdem einen Besuch bei dem berühmten französischen Bildhauer Auguste Rodin, der ihr sein Atelier zeigte und sie anschließend in seinen Pavillon in Meudon bei Paris einlud.
Kunsthistoriker vermuten gelegentlich, dass Paula Modersohn-Becker während dieser Zeit auch Gemälde von Paul Gauguin gesehen hat, obwohl in ihren Tagebüchern nichts dazu vermerkt ist. Die Stillleben, die nach ihrer Rückkehr nach Worpswede entstanden und bei denen Gegenstände als farbige Teilflächen dargestellt sind, die dem Bildganzen untergeordnet sind, zeigen Ähnlichkeiten zu Gauguins Gemälden.
In ihren Briefen an ihren Ehemann nimmt sie die verbreitete Sichtweise im deutschen Kaiserreich auf die Französische Republik kritisch ins Visier (Deutsch-französische Erbfeindschaft) und setzt sich für einen respektvolleren Umgang miteinander ein.

#### Worpswede 1903 bis 1905

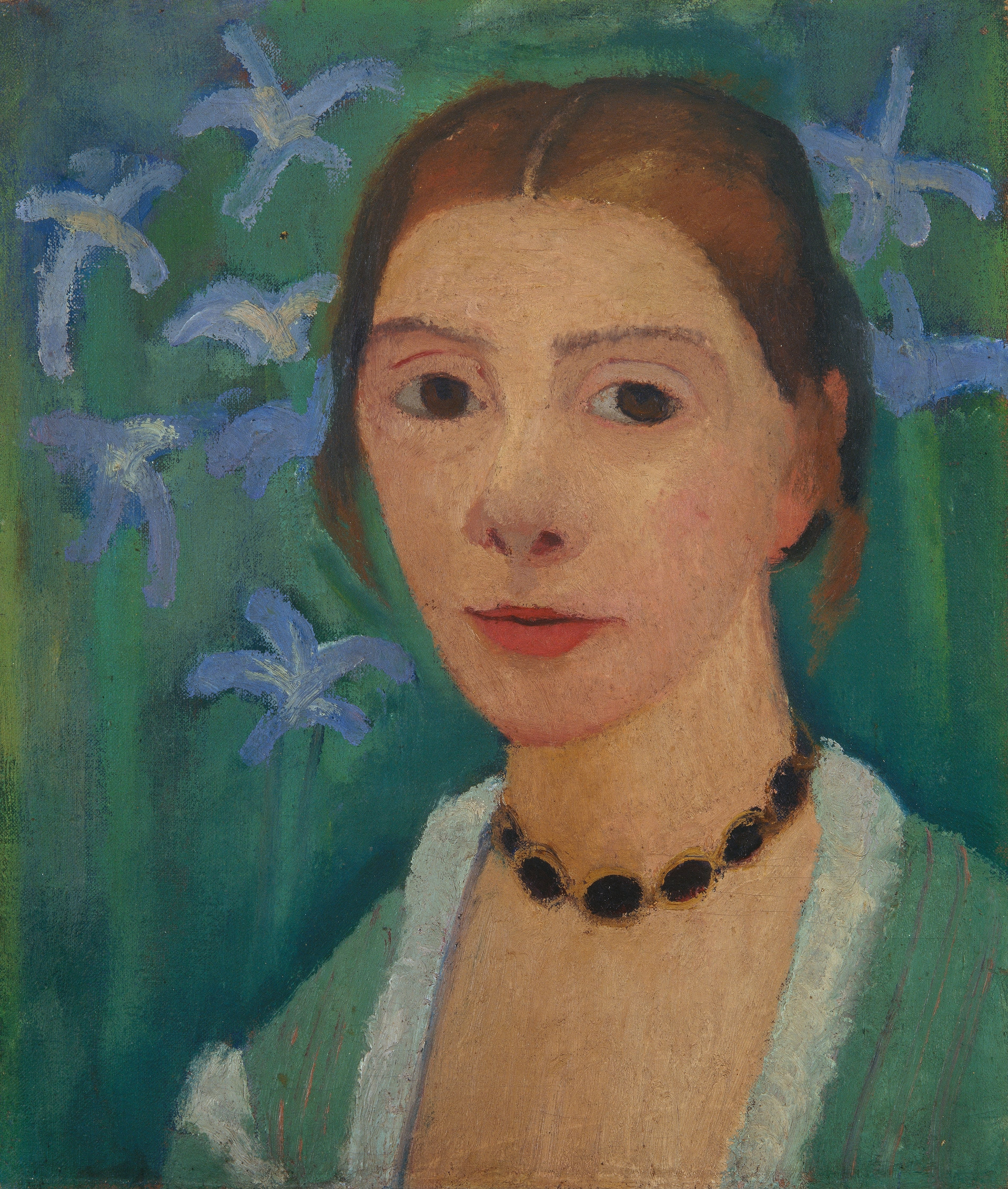
Selbstbildnis vor grünem Hintergrund mit blauer Iris, um 1905; Öl auf Leinwand

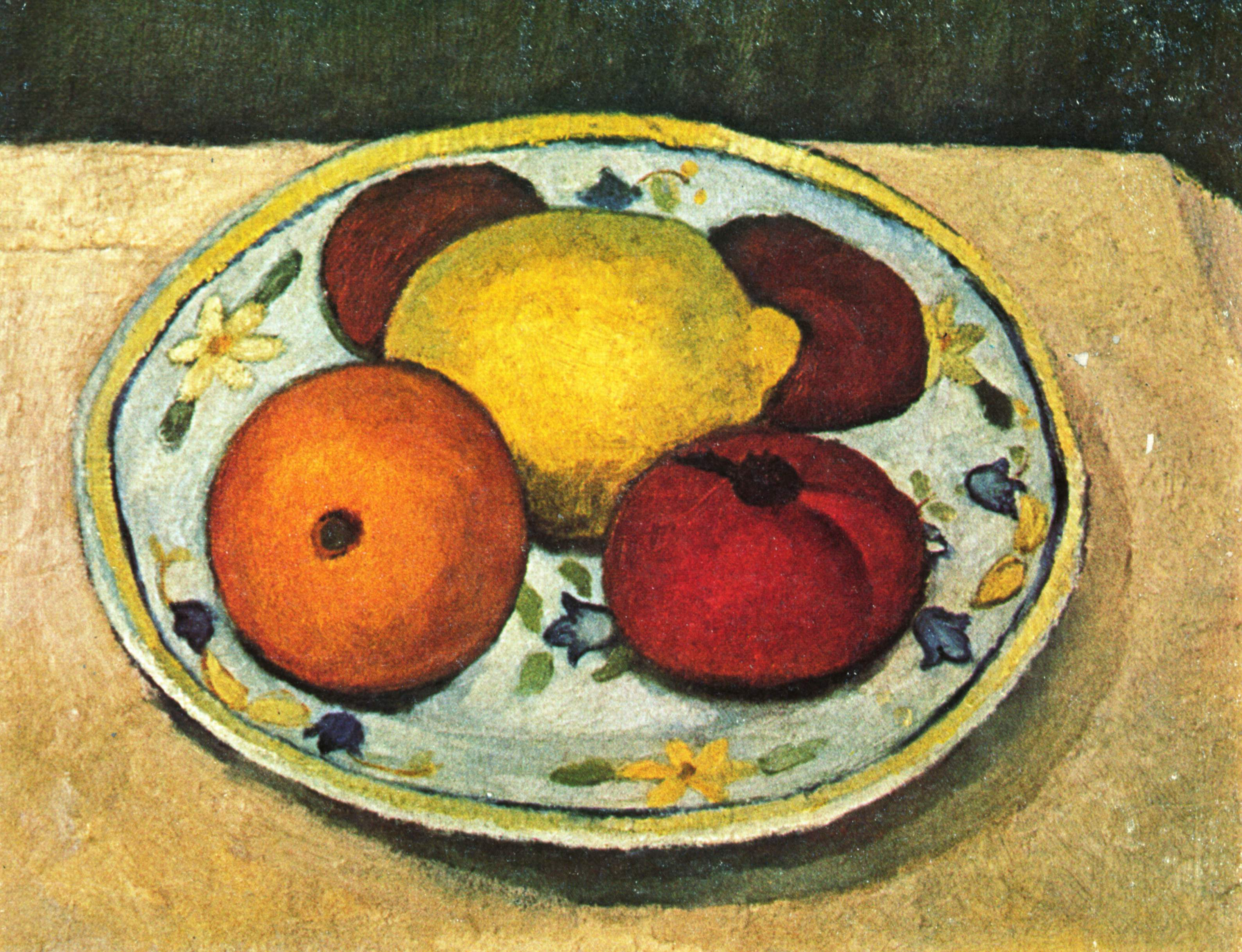
Stillleben mit Zitrone, Apfelsine und Tomate, um 1906 / 1907; Aquarell

Bereits im März 1903 kehrte sie wieder nach Worpswede zu ihrem Mann und ihrem Stiefkind zurück und brachte aus Paris zahllose künstlerische Anregungen mit. Der Aufenthalt dort hatte ihr eine Verbundenheit zu ihrem Mann und ihrer Stieftochter deutlich gemacht. Sie selber wünschte sich ein Kind und bedauerte zu dem Zeitpunkt sehr, dass es ihr bis jetzt verweigert blieb. Unter den etwa 130 Gemälden, die bis Ende 1904 entstanden, befinden sich neben Stillleben auch viele Kinderporträts und Darstellungen von Säuglingen und Kleinkindern, die sie, anders als zuvor, ohne ihre Mütter ausschnitthaft darstellt. Allerdings stellt sich nun gerade das von Rilke erworbene Bild Säugling mit der Hand der Mutter tatsächlich als Fragment heraus. Von Donnerstag, den 9. Juli, bis zum Mittwoch, den 5. August 1903, verbrachten die Modersohns zusammen mit der Tochter Elsbeth eine der wenigen gemeinsamen Sommerfrischen auf Amrum. Sie wohnten in Steenodde, anfangs im „Lustigen Seehund“, später bei Familie Ricklefs, und malten und zeichneten in den Friesendörfern.
Paula Modersohn-Becker selbst zerschnitt ein größeres, mehrfiguriges Bild in zumindest drei Teile, wie eine Restauratorin entdeckte. Wenn man davon ausgeht, dass Otto Modersohns Kritik vom 26. September 1903 sich auf dieses Bild bezog, scheint damit der Beweis angetreten, dass sie entgegen der Auffassung Otto Modersohns durchaus bereit war, Kritik zu bedenken. Die Zerstörung dieses Bildes, das darf man voraussetzen, wäre allerdings mit Sicherheit nicht in seinem Sinne gewesen.
Otto Modersohn, Tagebuch, Samstag, den 26. September 1903:
„Bei Meyers Arbeiten von Reyländer und Paula. Reyländer sehr unangenehm, oberflächlich, conventionell, äußerliches Gespiele, hingeschlenkert – eine gefährliche Art, bei der es keine Entwicklung giebt. x Leute auf der Akademie sind so. Paula das Gegentheil. Sie haßt das Conventionelle und fällt nun in den Fehler alles lieber eckig, häßlich, bizarr, hölzern zu machen. Die Farbe ist famos, aber die Form? Der Ausdruck! Hände wie Löffel, Nasen wie Kolben, Münder wie Wunden, Ausdruck wie Cretins. Sie ladet sich zuviel auf. 2 Köpfe 4 Hände auf kleinster Fläche, unter dem thut sies nicht und dazu Kinder! Rath kann man ihr schwer ertheilen, wie meistens.“
Otto Modersohn wollte festhalten, vor allem im Vergleich und entgegen der allgemeinen Auffassung in Worpswede, dass in seinen Augen Paula Beckers „Farbe famos“, dass sie das Gegenteil von „oberflächlich“ etc. ist. Dass es gerade bei „ihrer Art“ „Entwicklung gibt“, die er in Worpswede sonst nicht sah.
Kinderbilder, wie das 1904 entstandene Kind auf rotgewürfeltem Kissen, zeigen, wie sie die Anregungen der Nabis-Künstler verarbeitete. Diese verbanden Farbflächen mit weißen Stegen, um darüber teppichähnliche Wirkungen zu erzielen. Modersohn-Becker setzt ihr Modell dagegen in einem rotgestreiften Kleidchen auf ein rot-weiß-gewürfeltes Kissen, das eine quadratische Fläche um das Kind bildet und damit ihrem Gemälde Geschlossenheit verleiht. Ungewöhnlich ist der Detailgrad, mit der Modersohn-Becker hier das Gesicht malt. Auf anderen Kinderbildern aus derselben Zeit setzt sie eine Vereinfachung von Form und Farbe erheblich radikaler um und reduziert das Gesicht auf das Notwendige.

#### Paris 1905

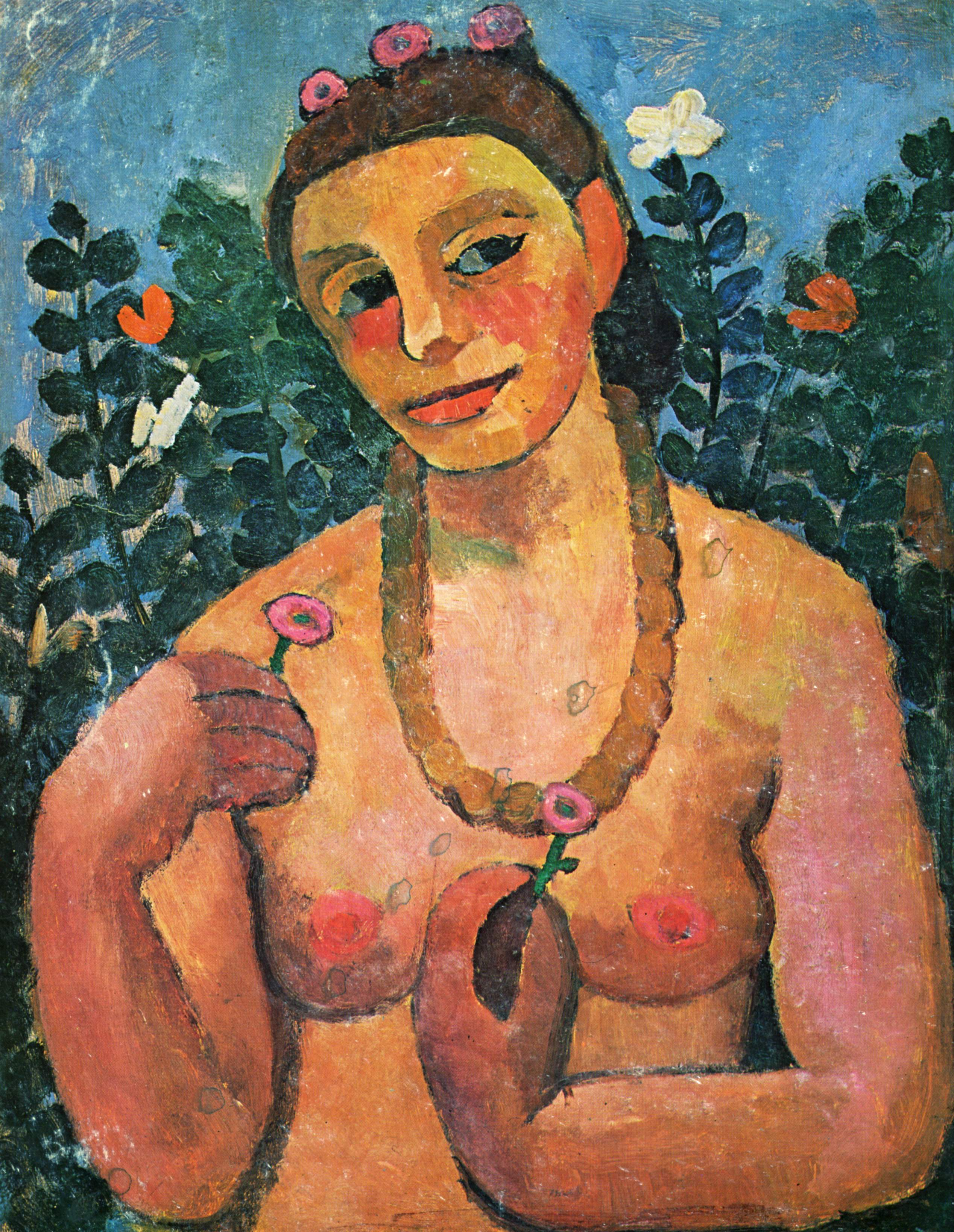
Selbstporträt, 1906, Bremen; Öltempera auf Pappe

Bereits 1903, nach ihrem letzten kurzen Aufenthalt in Paris, hatte Paula Modersohn-Becker angekündigt, dass sie immer wieder für eine Zeit lang dahin zurückkehren wollte. Obwohl es Otto Modersohn schwerfiel, gab er dem erneuten Reisewunsch seiner Frau nach und finanzierte den Aufenthalt. Am 14. Februar 1905 reiste sie nach Paris, um dort gemeinsam mit ihrer Schwester Herma Becker unbeschwerte Tage zu verbringen. Herma arbeitete dort als Au-pair-Mädchen. Ihren Mann drängte sie wiederholt, sich ihnen beiden doch anzuschließen. Sie belegte erneut Kurse im Zeichnen an privaten Akademien, etwa der Académie Julian, wurde sich aber zunehmend bewusst, dass sie mittlerweile eine eigene malerische Sprache entwickelt hatte. Erneut suchte sie einige Künstler des Nabiskreises auf, darunter Maurice Denis. Der Nabiskreis hatte auch engen Kontakt zu Emile Bernard, dessen Arbeiten wesentliche stilistische Impulse in die Gruppe der Nabis brachte. Obzwar Paula Modersohn-Becker den Zeitgenossen Emile Bernard in ihren Briefen und Tagebüchern nicht erwähnt, finden sich zahlreiche stilistische und maltechnische Berührungspunkte.
Bald nach ihrer Ankunft im Februar wohnte sie in der „n° 65 Rue Madame“ im fünften Stockwerk.
Endlich gab Otto Modersohn ihrem Wunsch nach und kam in Begleitung von Milly Becker, Martha und Heinrich Vogeler und dessen Schwester Marie nach Paris, obwohl ihm seine Frau angedeutet hatte, dass sie gern mit ihm allein Paris erleben wollte. Gemeinsam besuchte man erneut Kunstausstellungen. Da kurz zuvor am 8. März 1905 Otto Modersohns Mutter gestorben war, konnte er das Pariser Leben nicht mehr so genießen, wie beide es sich gewünscht hatten. Sie war enttäuscht, weil er ihr die letzte Pariswoche „recht verdorben“ hatte.
So berichtete Paula Modersohn-Becker ihrer Schwester Herma in einem Brief aus Worpswede am 21. April 1905:

„Er bildete sich ein, ich bliebe am liebsten in Paris und hielte von Worpswede nichts mehr.“

Während Kunsthistoriker nur vermuten können, dass Paula Modersohn-Becker während ihres zweiten Besuchs neben Gemälden von Paul Cézanne auch Bilder von Paul Gauguin sah, ist dies für den dritten Besuch durch Reisetagebuchnotizen ihres Mannes eindeutig belegt. Nach ihrer Rückkehr nach Worpswede begann sie sich intensiv mit diesem Künstler auseinanderzusetzen und ließ sich unter anderem von einer ihrer Schwestern Aufsätze über diesen Maler zusenden.

### Die letzten Jahre

#### Rückkehr nach Worpswede – Sommer 1905 bis Februar 1906

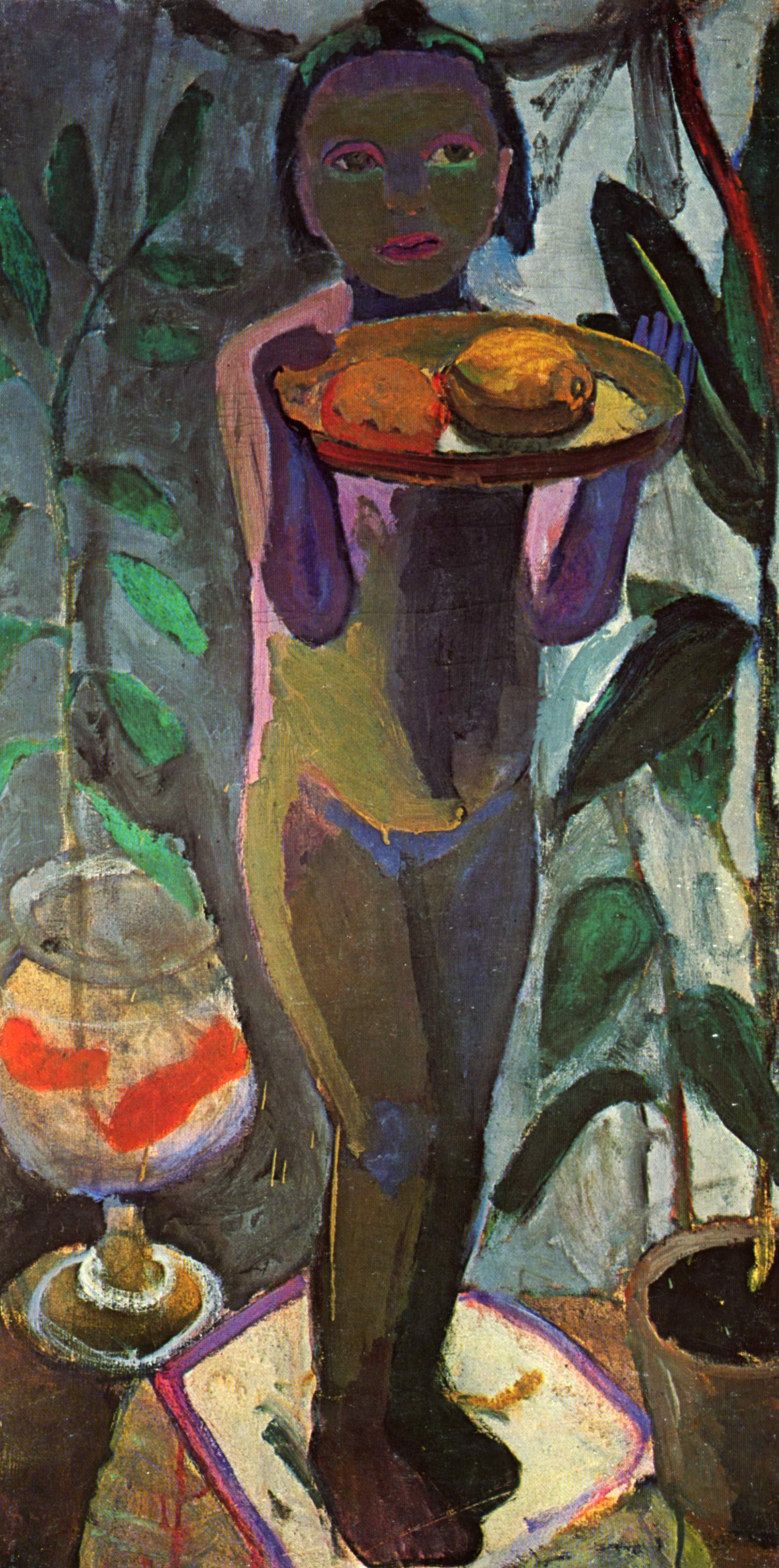
Kinderakt mit Goldfischglas, 1906/1907, München, Pinakothek der Moderne; Öltempera auf Leinwand

Der dritte Aufenthalt in Paris hatte Paula Modersohn-Becker angeregt, sich mehr dem Stillleben zuzuwenden. Vor 1905 sind nur zehn Stillleben in ihrem Werk nachweisbar, von 1905 bis 1907 sind es annähernd 50. In diesen führte sie die abgebildeten Gegenstände immer stärker auf ihre Grundformen zurück – Kreis, Ellipse und Trapez. Während ihrer Paris-Aufenthalte in von 1905 und 1906 bewohnte sie ihr Atelier an der Avenue du Maine. Dort entstanden u. a. das Porträt von Rainer Maria Rilke, die großen Mutter-Kind-Kompositionen und ihr Selbstporträt in Gestalt eines „Halbakts“.
Am 20. Dezember 1905, schrieb Otto Modersohn in sein Tagebuch:
„und an der Seite Paula mit ihren meisterlichen Stilleben und Skizzen, das kühnste und beste an Farbe was hier in Worpswede je gemalt.“ Und am 23. April 1906:
„Paulas herrliche Stilleben haben mich ganz gefangen genommen, mit ihnen verglichen besteht nichts. Das wußte ich eigentlich schon lange.“
Daneben entstanden zahlreiche weitere Kinderporträts, darunter Bilder wie Bauernmädchen auf einem Stuhl sitzend, in denen auf alle differenzierenden Linien und Formen verzichtet wird, oder Blasendes Mädchen im Birkenwald, das ihre Biografin Liselotte von Reinken für die schönste Fassung ihrer immer neuen Versuche hält, die Einheit von Kind und Natur in einfacher Zeichensprache auszudrücken. Ein in strenger Profilsicht dargestelltes Mädchen, das auf einem Tuterohr bläst, schreitet weitausschreitend vor einem engen Gitter herbstlich gefärbter Bäume.
Die wenigen kritischen Anmerkungen in den Tagebüchern ihres Mannes werden immer wieder durch ausgesprochen anerkennende und weit vorausschauende Äußerungen über ihre Kunst aufgewogen.
Im Tagebuch-Eintrag vom 11. Dezember 1905 schrieb er:

„[…] malt lebensgroße Akte und das kann sie nicht, ebenso lebensgroße Köpfe kann sie nicht […] Ihre herrlichen Studien läßt sie liegen. Zu ihnen Zeichnungen machen – Technik lernen – und sie ist fertig. Sie ist hochkoloristisch – aber unmalerisch hart besonders in ausgeführten Figuren. Verehrt primitive Bilder, sehr schade für sie – sollte sich malerische ansehen. Will Farbe und Form vereinigen – geht gar nicht in der Weise, wie sie es macht […]“

Spät im Dezember, zum Jahreswechsel, lösen die Modersohns eine Einladung bei Carl Hauptmann ein; vom 28. Dezember bis 13. Januar wohnten sie in Schreiberhau. Sie trafen dort, neben anderen, den Soziologen Werner Sombart. Bei einem Ausflug nach Dresden lernten sie den Maler Otto Mueller kennen.
In Paula Modersohn-Becker reifte immer wieder der Wunsch, nach Paris zu gehen. Sie vertraute Clara Westhoff, die von Rilke getrennt wieder in Worpswede lebte, diesen Wunsch ebenso an wie ihrer Mutter, der sie in Briefen gestand, dafür bereits Geld zu sparen. Als Rilke im Dezember 1905 nach Worpswede kam, um dort mit Frau und Kind Weihnachten zu feiern, weihte sie auch ihn in ihre Pläne ein. Rilke befasste sich nun erstmals ausführlicher mit der Kunst von Modersohn-Becker und schrieb an seinen Gönner August Karl Freiherr von der Heydt im Januar 1906:

„Das merkwürdigste war, Modersohns Frau in einer ganz eigenen Entwicklung ihrer Malerei zu finden, rücksichtslos und geradeaus malend, Dinge, die sehr worpswedisch sind und die noch nie einer sehen und malen konnte. Und auf diesem ganz eigenen Wege sich mit van Gogh und seiner Richtung seltsam berührend.“

Rilke ermutigte sie in ihrem Wunsch, Worpswede und damit ihren Mann zu verlassen. Um sie zu unterstützen, erwarb er von ihr das Gemälde Säugling mit der Hand der Mutter. Er riet ihr wenig später auch, ihre Gemälde doch auf verschiedenen Pariser Ausstellungen zu zeigen. Paula Modersohn-Becker aber, die nur sehr ungern anderen ihre Bilder zeigte, wollte dieser Empfehlung nicht folgen, weil sie meinte, künstlerisch noch nicht so weit zu sein.
Auch in der 1904 von den mütterlichen Verwandten von Bültzingslöwen erbauten „Villa Sunnyside“, am Elbhang oberhalb von Schloss Pillnitz gelegen, waren die Modersohns häufig zu Gast.

#### Trennung von Otto Modersohn

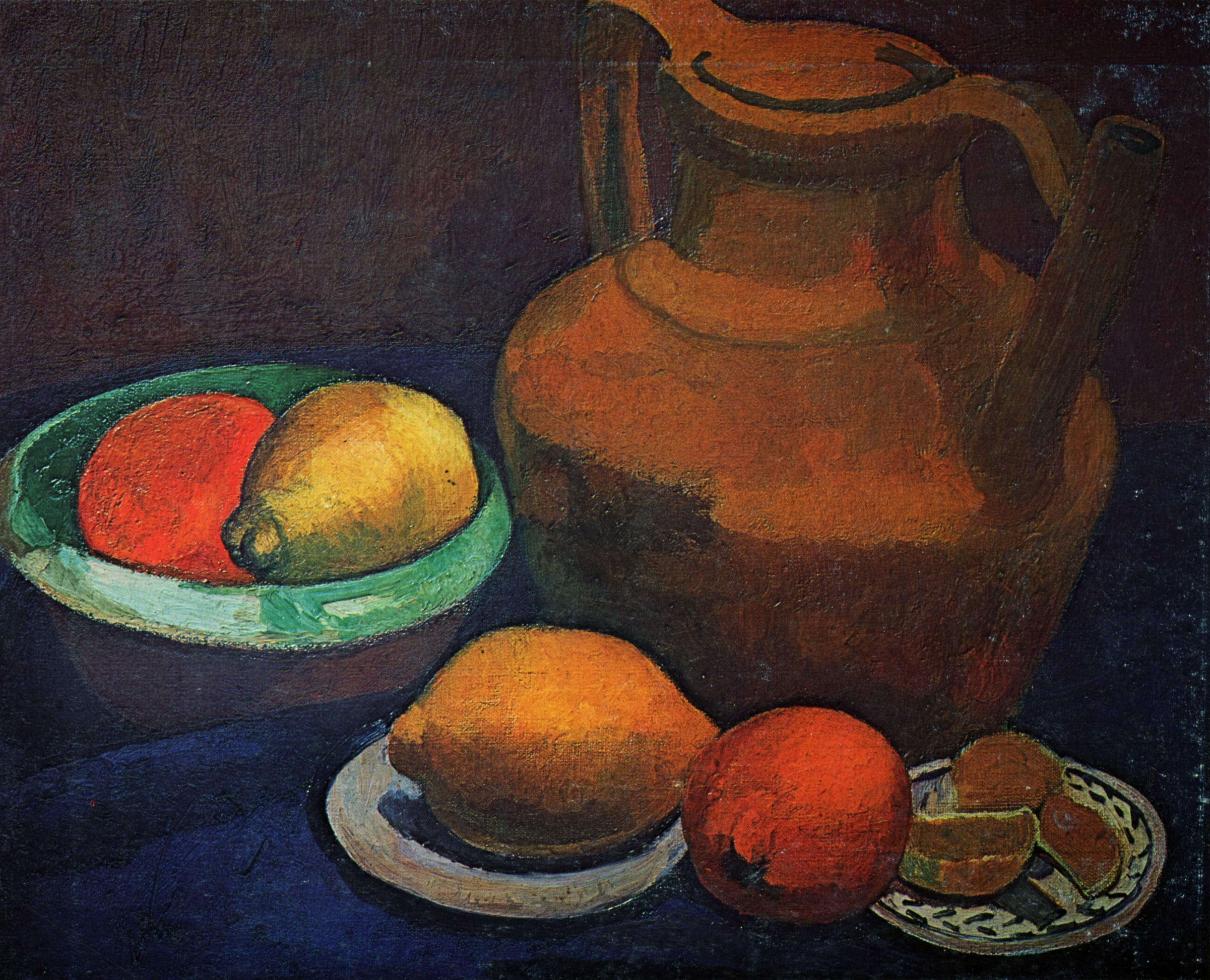
Stillleben mit Tonkrug, 1907, Privatsammlung; Öl auf Leinwand

Am 23. Februar 1906 verließ Paula Modersohn-Becker Worpswede. Im Tagebuch hielt sie fest, dass sie mit diesem Schritt Otto Modersohn verlassen habe. Für ihn kam der Schritt überraschend, und er sandte ihr nach Paris bittende Briefe, wieder zu ihm zurückzukehren. Paula Modersohn-Becker dagegen bat ihn, sich mit dem Gedanken vertraut zu machen, dass sie von nun an getrennte Lebenswege gehen würden. Otto Modersohn kam sogar im Juni für eine Woche nach Paris, die Aussprache zwischen den zwei Ehepartnern blieb jedoch ergebnislos. Otto Modersohn unterstützte seine Frau jedoch weiterhin finanziell. Ihre Familie warf ihr Egoismus vor.
In Paris richtete sie sich in der „n° 14 Avenue du Maine“ ein spartanisches Atelier ein. Sie nahm auch erneut Zeichenkurse und besuchte einen Anatomiekurs an der École des beaux-arts, weil sie mit ihrer Malerei unzufrieden war. Erneut besuchte sie zahlreiche Ausstellungen. Angeregt durch eine im „Salon des Indépendants“ gezeigte Plastik, besuchte sie den Bildhauer Bernhard Hoetger in seinem Atelier. Als der durch eine zufällige Bemerkung von ihr entdeckte, dass sie Malerin war, bestand Hoetger darauf, sich ihre Gemälde anzusehen. Hoetger war von ihnen begeistert. Für Paula Modersohn-Becker, die bislang lediglich von ihrem Mann und kurz vor ihrem Weggang aus Worpswede durch Rilke Unterstützung in ihrem künstlerischen Weg gefunden hatte, hatte dieses Urteil sehr großes Gewicht:

„Sie haben mir Wunderbarstes gegeben. Sie haben mich selber mir gegeben. Ich habe Mut bekommen. Mein Mut stand immer hinter verrammelten Toren und wußte nicht aus noch ein. Sie haben die Tore geöffnet. Sie sind mir ein großer Geber. Ich fange jetzt auch an zu glauben, daß etwas aus mir wird. Und wenn ich das bedenke, dann kommen mir die Tränen der Seligkeit … Sie haben mir so wohl getan. Ich war ein bißchen einsam.“

Das Urteil von Hoetger war für sie der Anlass, sich mit aller Kraft ihrer Malerei zu widmen. Die Anzahl der Gemälde, die von 1906 bis 1907 entstanden, wird auf insgesamt 90 geschätzt – ihre Biografin Liselotte von Reinken hat anlässlich dieser ungewöhnlich hohen Anzahl von Gemälden angemerkt, dass man allein aufgrund der damit verbundenen physischen Kraftanstrengung zweifeln würde, wenn man nicht ihre Briefe und Tagebücher als Beleg dafür hätte.
Sie arbeitete vor allem an Aktbildern. Außerdem entstanden neben Stillleben in dieser Zeit zahlreiche Selbstbildnisse wie Selbstbildnis mit Zitrone. Viele davon waren Halbakte. Sie wagte sich auch an einen in der Kunstgeschichte bis dahin nicht nachweisbaren Bildtypus, ein Selbstbildnis in ganzem Akt.

#### Letzte Rückkehr nach Worpswede

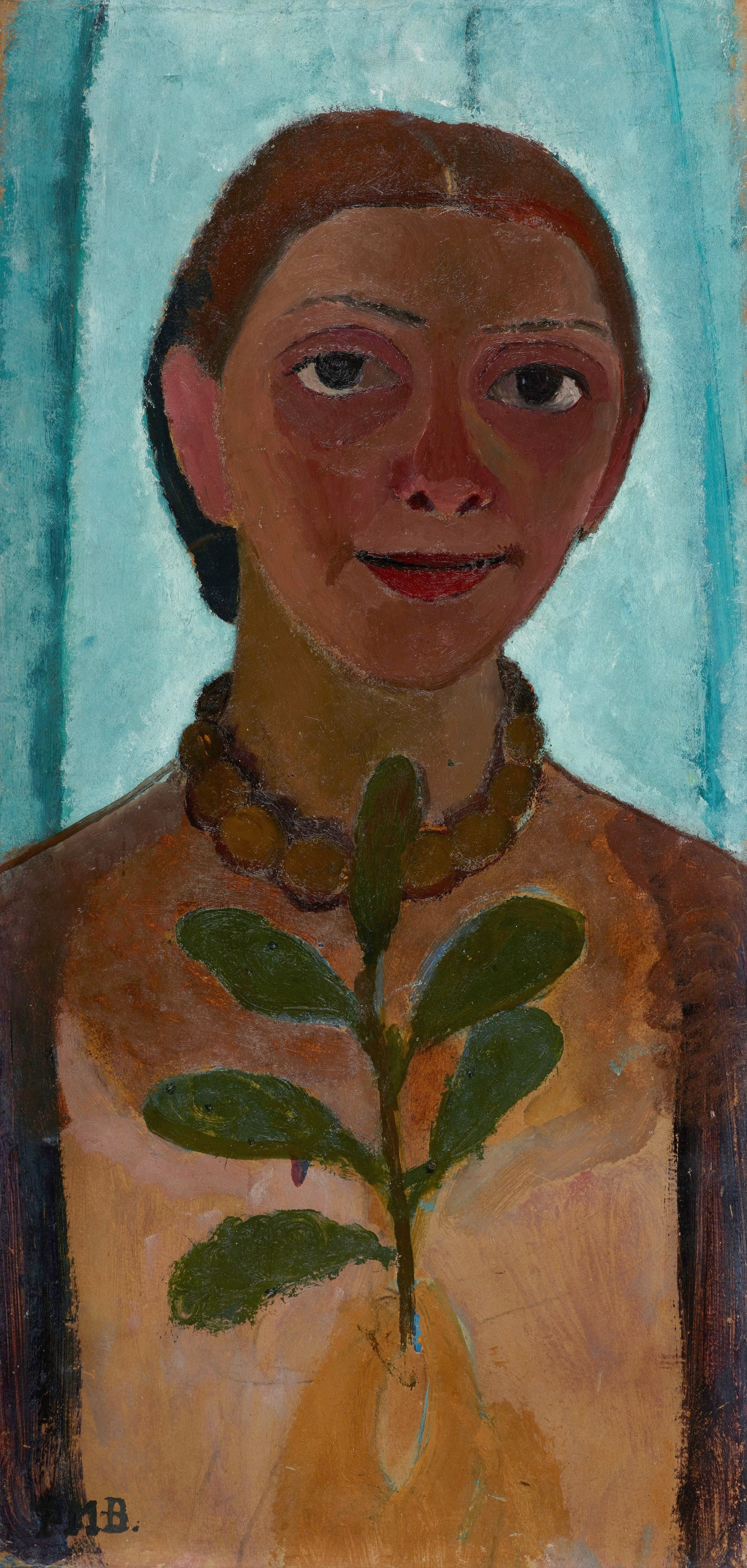
Selbstporträt mit Kamelienzweig, 1907

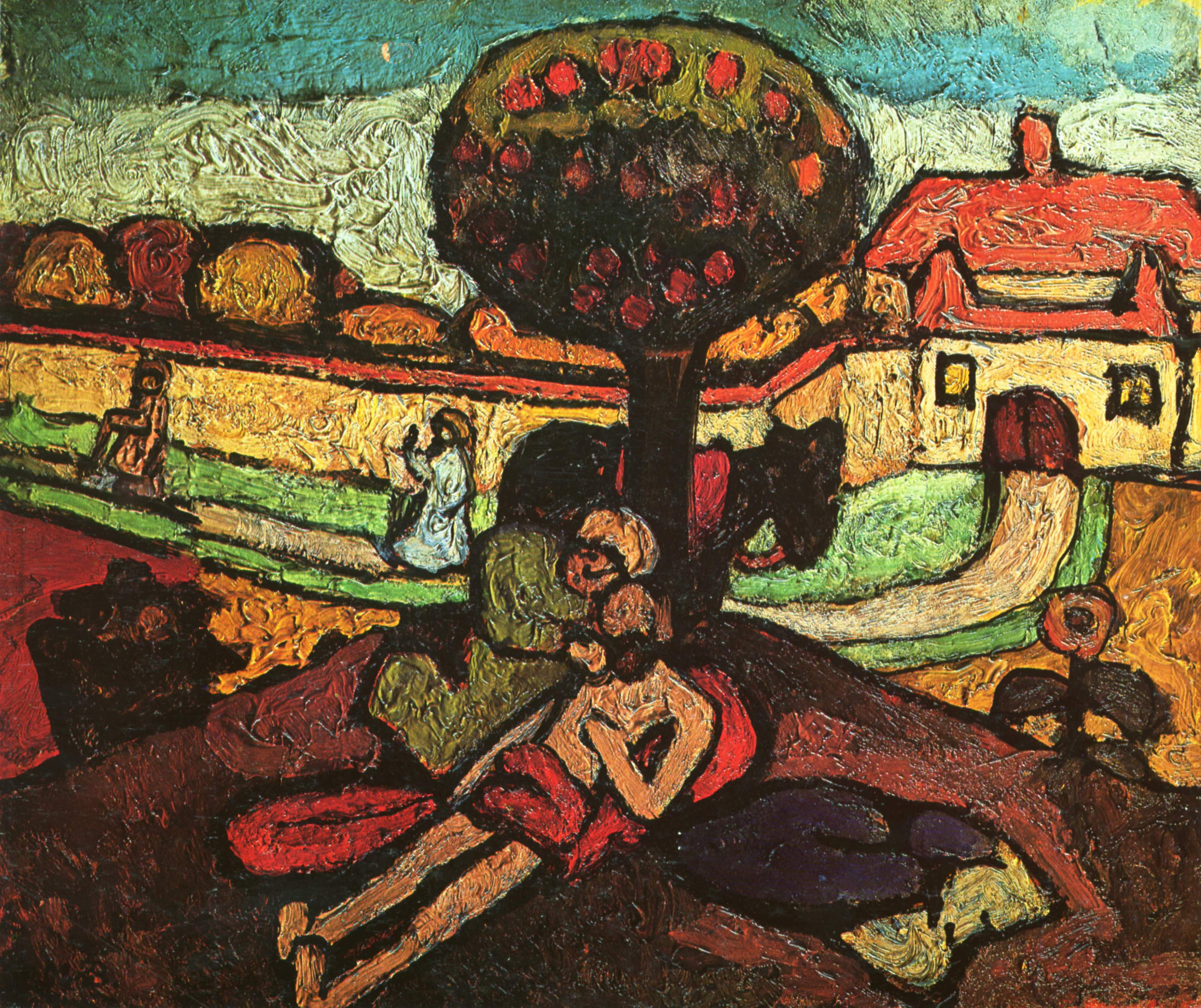
Der barmherzige Samariter 1907, Bremen, Sammlung Ludwig Roselius

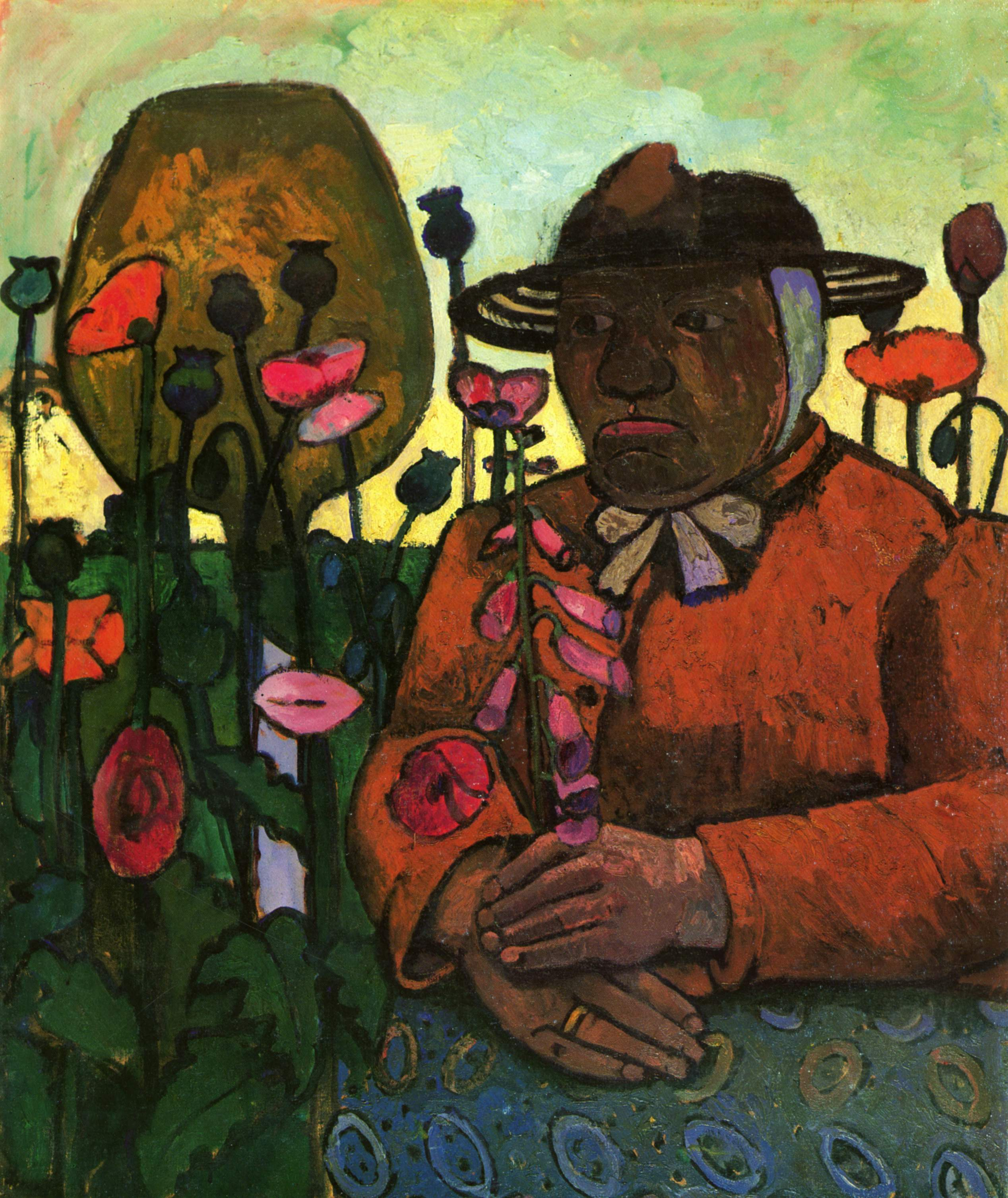
Alte Armenhäuslerin im Garten, 1907

Am 3. September 1906 teilte Paula Modersohn-Becker ihrem Mann mit, er möge in die Scheidung einwilligen, und sie bat ihn, ihr noch einmal 500 Mark zu geben. Danach wollte sie allein für ihren Lebensunterhalt aufkommen. Wenige Tage später, am 9. September, widerrief sie ihre Entscheidung. Den Meinungswechsel bewirkte maßgeblich Bernhard Hoetger, der ihr in den Tagen dazwischen deutlich machte, wie wenig sie dazu im Stande sein würde, für sich selbst finanziell aufzukommen.

„Ich habe diesen Sommer gemerkt, daß ich nicht die Frau bin alleine zu stehen … Ob ich schneidig handle, darüber kann uns erst die Zukunft aufklären. Die Hauptsache ist: Stille für die Arbeit und die habe ich auf die Dauer an der Seite Otto Modersohns am meisten.“

Im Oktober bat Paula Modersohn-Becker ihren Mann, nun doch nach Paris zu kommen, damit sie versuchten, sich wieder zu finden. Sie blieben den Winter über in Paris. Sie wohnte in einem neuen Atelier, das sie Ende Oktober am „Boulevard du Montparnasse Nr. 49“ im Hause der Académie Vitti bezogen hatte. Er bezog in derselben Straße wie sie ein Atelier und berichtete in seinem Reisetagebuch: „Es wurde eine sehr denkwürdige, hochanregende Zeit … verkehrten viel mit Hoetgers, mit Paula wurde alles alsbald gut. Museen, namentlich der Louvre, Kunsthandlungen lernte ich natürlich gründlich kennen, überhaupt die ganze wunderbare Stadt. Paula malte sehr viel: das italienische Modell mit dem Kinde, abends war ich immer in ihrem großen Atelier.“ Im März 1907 kehrte Paula Modersohn-Becker gemeinsam mit ihrem Mann nach Worpswede zurück. In Worpswede entstanden in diesem Jahr nicht mehr viele, aber wichtige Bilder.
Sie wurde endlich schwanger, litt jedoch darunter, dass die Schwangerschaft es ihr unmöglich machte, wie früher viele Stunden am Tag zu malen. Zu den letzten Bildern, die sie vollendete, zählt Alte Armenhäuslerin im Garten. Es ist die Darstellung einer alten Frau, die, umgeben von einem Feld mit wildem Mohn, in den im Schoß zusammengelegten Händen einen Fingerhutstängel hält. In diesem Bild verarbeitete sie Anregungen aus der naiven Kunst. Dem Bild folgte ein letztes Selbstbildnis, das Selbstbildnis mit Kamelienzweig.
Am 2. November 1907 brachte Paula Modersohn-Becker, die sich auch als Hochschwangere gemalt hatte, nach einer schwierigen Geburt ihre Tochter Mathilde („Tille“, 1907–1998) zur Welt. Der Arzt verordnete ihr Bettruhe. Am 20. November durfte sie erstmals aufstehen, worauf eine Embolie einsetzte, an der sie im Alter von 31 Jahren verstarb. „Wie schade!“, so überlieferte Otto Modersohn, seien ihre letzten Worte gewesen.

„Es ist nicht auszudenken, was noch alles entstanden wäre, wenn sie noch länger gelebt hätte. Sie träumte in den letzten Monaten viel von Italien, das sie nie gesehen, von Akten im Freien, von großfigurigen Bildern. Man kann nur ahnen, was sie der Welt noch geschenkt hätte.“

Paula Modersohn-Becker fand ihre letzte Ruhestätte in einem Grab auf dem Kirchhof der Zionskirche, die seit 1759 dort auf dem Weyerberg in Worpswede steht.

## Das Werk

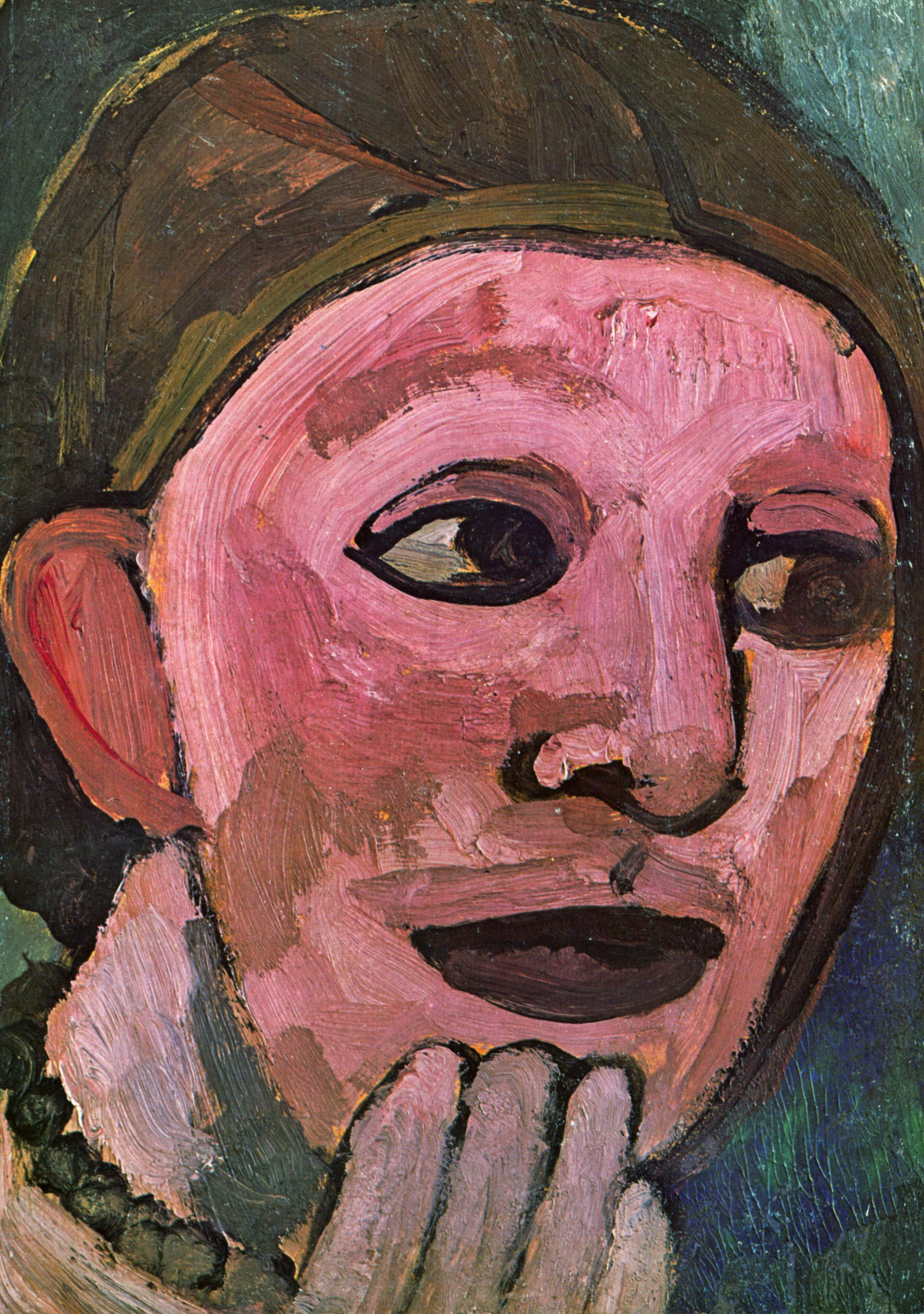
Selbstporträt, 1906, Privatsammlung; Öltempera auf Pappe und Papier

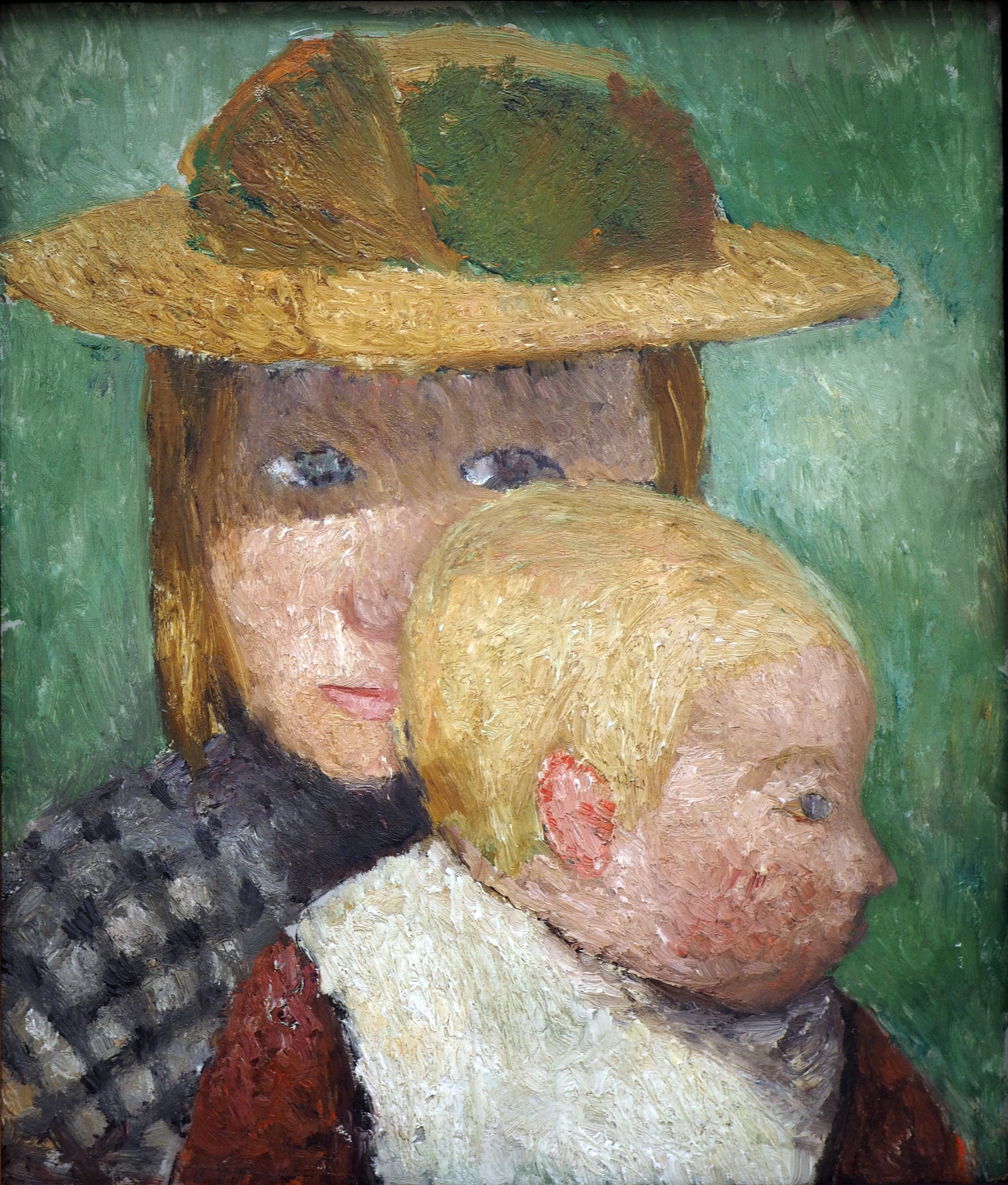
Sonnige Kinder, um 1903, Tempera auf Pappe, Hamburger Kunsthalle

Das Werk von Paula Modersohn-Becker umfasst Porträts, Kinderbildnisse, die Darstellung der bäuerlichen Lebenswelt in Worpswede, Landschaften, Stillleben, Porträts und Selbstporträts. Letztere begleiteten sie während ihrer gesamten Schaffensperiode. Sie ist darin Käthe Kollwitz vergleichbar, bei der sich gleichfalls die persönliche Entwicklung in ihren Selbstporträts spiegelte. Über ihre Selbstporträts schrieb Heinrich Vogeler in seinen Erinnerungen:

„Paula Becker malte sich häufig selber. Es sind außer dem liebreizenden einfachen Bildnis aus der Frühzeit meist Selbstbildnisse einer ihrer Kraft bewußt werdenden Frau, die Oberlippe verlor ihre Weichheit, energisch unterstreicht sie den klaren, beobachtenden Blick der Augen.“

In ihren frühen Arbeiten verleiht sie noch den impressionistischen Einflüssen Ausdruck, eine stimmungsgeprägte Malerei, die warmtonige, erdige Farben aufträgt sowie Motive dörflicher Idyllen. Häufig als flüchtige und oberflächliche Szenen wiedergegeben. Doch ändert sich ihr künstlerischer Ausdruck, es gewinnen während ihres zweiten Parisaufenthaltes um 1900 herum Monumentalität und Strenge in Komposition und Form an Bedeutung. Sie verweisen auf eine intensive Auseinandersetzung etwa mit den Werken von Paul Gauguin, Henri Matisse bzw. Paul Cézanne.
Verknüpft damit wird der (intentionale) kompositorische Aufbau des Bildes für sie bedeutsam, so legt sie erst Ausschnitt, Form und Farbe fest. In der kräftigen Strichführung wird auf eine sich stark differenzierende Linien- und Formgebung zugunsten einer flächigen Malweise verzichtet, dabei experimentiert sie mit neuen Farb- und Formkonstellationen. So werden etwa Malobjekte mit schwarzen Konturen umrandet, und die abgebildeten Gegenstände reduzieren sich verstärkt auf ihre geometrischen Grundformen, etwa Kreis, Ellipse und Trapez. Damit verlässt sie etwa naturalistische Landschaftsdarstellungen.
Sie experimentierte mit der Pinselführung, so wurde einerseits in ein und demselben Werk die Öl- oder Temperafarbe pastös aufgetragen, so dass man die einzelnen Pinselstriche noch erkennen kann, die sich als reliefartige Farbenstrukturen abbilden, während gleichzeitig andere Flächen völlig ebenmäßig aufgetragen wurden.
Da Temperafarben als Emulsion sowohl ölige als auch wässrige Anteile enthalten, vollzieht sich der Trocknungsprozess der Malstoffe langsam, hierdurch kann die künstlerische Produktion über einen längeren Zeitraum noch korrigiert werden. Ferner entstehen bei dem Abtrocknungsvorgang der Farbe keine feinen Risse, wie etwa bei Ölfarben. Ein Nachteil von Tempera ist, dass sie nicht leicht zu vermalen ist, dadurch sind fließende Farbübergänge schwierig wiederzugeben und auch die Farbintensität der Temperafarbe ist nach dem Trocknen blasser als der der Ölfarbe.
Im Mittelpunkt ihres Bildentwurfs steht fast immer die Frage der Anordnung der Figuren und Gegenstände; oder wie werden die Menschen und Gegenstände im Bild räumlich kombiniert. Als Zweites wird der Abstand, die Zentralprojektion der wiedergebenden Figuren von Wichtigkeit, soll die Person von ganz nah oder aus der Ferne wiedergegeben werden. Dann zu den Objekten selbst, wie sind die Formen geometrisch zu vereinfachen und zu konturieren, damit der Ausdruck deutlicher werden kann. Damit entsteht die für sie typische, häufig holzschnittartig wirkende Formgebung. Und letztlich, welche Farben bzw. Farbtöne sind anzuwenden, um den künstlerischen Ausdruck, das künstlerische Erlebnis der Malerin für den Betrachter transparent werden zu lassen; mehr noch, wie wird der Betrachter emotional angesprochen, gewissermaßen innerlich gerüttelt und erschüttert. So wählt sie in ihren Werken Komplementärfarben (Komplementärkontrast) und harte Konturen, häufig mit schwarz bzw. dunkel abgesetzten Umrisslinien, um den Kontrast zu steigern. Gerade die beiden letzten Aspekte, die Formgebung und die Farbauswahl, bestimmen ihr Œuvre.
Besonders häufig malte sie sich selbst während des Jahres 1906, in dem sie versuchte, sich von Einflüssen aus der künstlerischen Umgebung und von ihrem Mann unabhängig zu machen. Während dieser Zeit entstanden auch ihre Akt-Selbstbildnisse, die in der Kunstgeschichte als die ersten Aktselbstdarstellungen einer Frau gelten. Sie sind für die damalige Bildtradition äußerst kühn und verstießen gegen alle Kunstkonventionen.

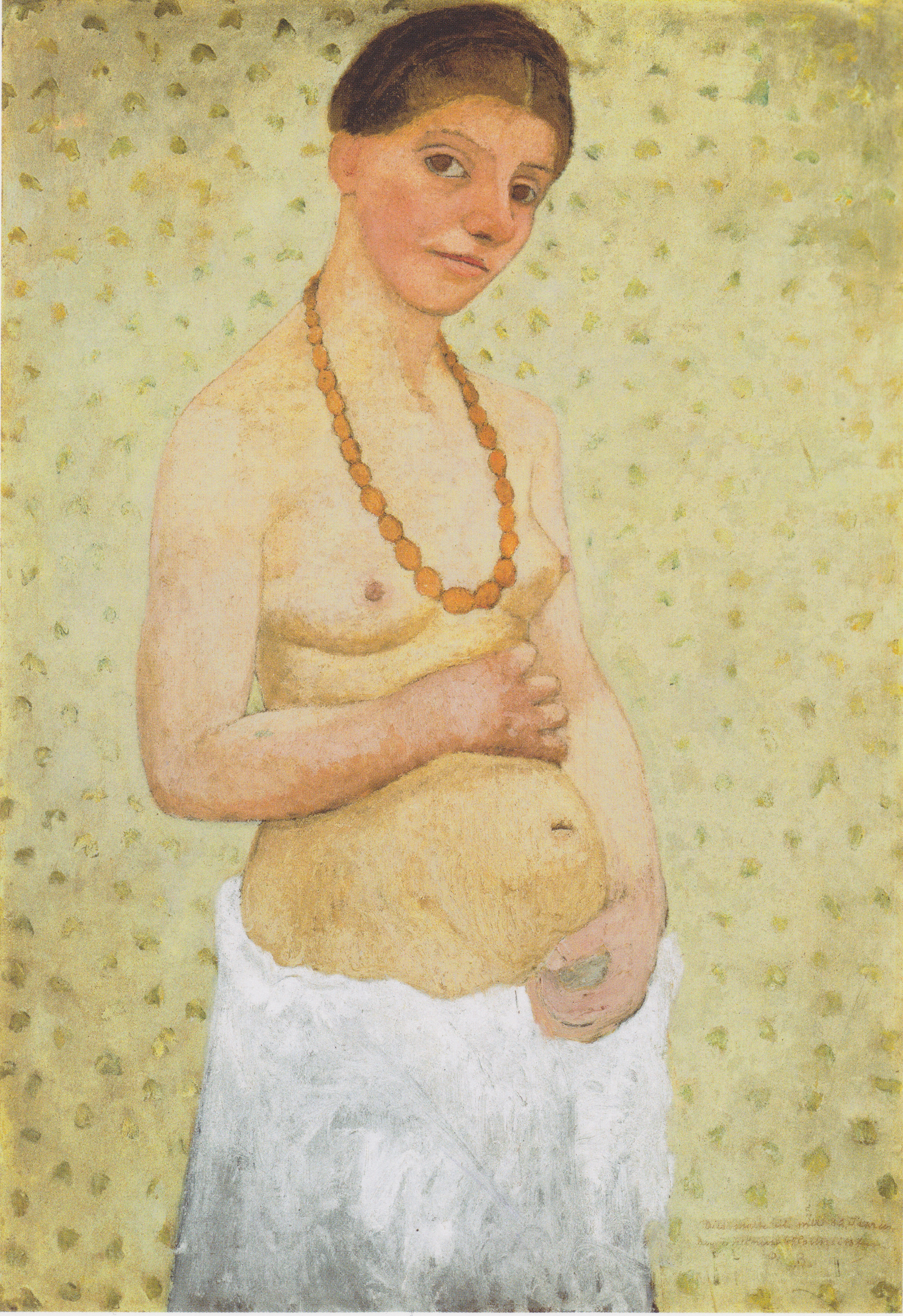
Selbstbildnis zum 6. Hochzeitstag im Jahre 1906

Die bäuerlichen Szenen sind bewusst unromantisch, nicht anklagend und stellen anders als bei Käthe Kollwitz nicht den sozialen Aspekt in den Vordergrund. Sie sind dominiert von einer Sympathie für den Menschen und einem Interesse an Form und Konstruktion. Der Bildraum ist häufig entgegen akademischen Regeln flächig reduziert und beginnt bereits an der unteren Bildgrenze. Die Rahmenkante überschneidet häufig Teile der Darstellung. Diese „unschöne“ Darstellung bäuerlichen Lebens unterschied sie deutlich von der damals gängigen Malerei, in der das Landleben heroisiert wurde. Ihre Darstellungen haben auch wenig gemeinsam mit den mehr genrehaften Darstellungen bäuerlicher Milieuschilderungen des Worpsweder Künstlerkreises.
Ungewöhnlich sind auch ihre Kinderbildnisse. Sie sind frei von allem Sentimentalen, allem Verspielten oder Anekdotischen und zeigen eine ernsthafte und ungeschönte Wahrnehmung von Kindern. Sie hebt sich damit deutlich ab von den Kinderbildnissen des ausgehenden 19. Jahrhunderts, wie sie beispielsweise Hans Thoma, Hermann Kaulmann oder Ferdinand Waldmüller malten. Sie hat mit dieser Darstellungsweise jedoch auch das meiste Unverständnis erregt.
Die Kunsthistorikerin Christa Murken-Altrogge hat auf die stilistische Nähe zwischen ihren Kinderbildnissen und den Gemälden des jungen Picasso aufmerksam gemacht, die der Blauen und Rosa Periode zugerechnet werden und die zur selben Zeit entstanden. In den Porträts von 1906 und 1907 zeigen sich jedoch auch Elemente des geometrisch-konstruktiven Stils des Kubismus.

## Rezeptionsgeschichte
Es ist vor allem dem Engagement von Otto Modersohn und Heinrich Vogeler, der gemeinsam mit Curt Stoermer ihren Nachlass katalogisierte, zu danken, dass in den Jahren nach Paula Modersohn-Beckers Tod ihre Gemälde in mehreren Ausstellungen gezeigt wurden. Die Bedeutung der Malerin Paula Modersohn-Becker und ihres Werkes hat Vogeler erst nach ihrem frühen Tod erkannt – manche Biografen Modersohn-Beckers sehen in seinem engagierten Einsatz für ihr Werk eine Wiedergutmachung dafür, dass er sie lange nur als Ehefrau seines Künstlerkollegen Otto Modersohn wahrnahm. Paula Modersohn-Becker hat während ihres Lebens nur etwa fünf Bilder verkauft – den frühen Ausstellungen in den ersten Jahren nach ihrem Tod ist es erst zu verdanken, dass einige Sammler auf sie aufmerksam wurden und begannen, ihre Gemälde zu erwerben. Zu diesen Sammlern gehören Herbert von Garvens, August von der Heydt, der, angeregt durch Rilke, 28 ihrer Gemälde erwarb, sowie Ludwig Roselius, auf dessen Initiative das Paula Modersohn-Becker Museum in Bremen zurückzuführen ist. 1913 wurden in der Kunsthalle Bremen 129 ihrer Gemälde gezeigt, und eine immer größer werdende Anhängerschaft begann, ihre Bilder aufgrund ihrer formalen Dichte und ihrer gleichnishaften Ausdrucksstärke zu schätzen.
Zu ihrem zehnten Todestag im Jahr 1917 veranstaltete die Kestnergesellschaft eine große Ausstellung mit ihren Werken und veröffentlichte eine Auswahl ihrer Briefe und Tagebucheinträge. Diese Sammlung, veröffentlicht unter dem Titel Eine Künstlerin: Paula Becker-Modersohn – Briefe und Tagebuchblätter wurde ein Erfolg und machte ihren Namen bekannt. Sie sind mehrfach neu aufgelegt worden und nach dem Zweiten Weltkrieg auch als Taschenbuch erschienen. Sie haben aber auch zu einer lang anhaltenden sentimentalen Deutung ihrer Person geführt: ein Mädchen, das davon träumt, Künstlerin zu werden, diesen Weg gegen Widerstände und auf Grund glücklicher Umstände umzusetzen vermag, vor einem möglichen Lebensweg als Gouvernante durch die Ehe mit einem bekannten und anerkannten Künstler bewahrt wird, nach einer anfänglich glücklichen Ehezeit sich zunehmend in dieser Ehe gefangen fühlt, auszubrechen versucht und kurz darauf im Kindbett verstirbt. Wenn auch die Entschlossenheit ihrer künstlerischen Selbstfindung Bewunderung erregte, hat sie mitunter den Blick auf die Künstlerin Paula Modersohn-Becker verstellt. Die sehr persönlichen, nie zur Veröffentlichung bestimmten Tagebücher und Briefe sind von einer schwärmerisch-romantischen Geisteshaltung getragen, die im Widerspruch zu der Bildsprache Modersohn-Beckers steht. So schrieb sie u. a.:
Ja, so sind die meisten Menschen. Die Unglücksfälle schreiben sie sich in’s Gedächtnis und memorisieren sie fleißig; aber das Glück, das viele Glück beachten sie nicht…arme, arme Welt.
Als eine „verklärte Phantasie-Figur“ werde Paula Modersohn-Becker aufgrund dieser Aufzeichnungen wahrgenommen, schrieb Günter Busch in seinem einleitenden Essay zur neuen Ausgabe ihrer Briefe und Tagebücher, die 1979 erschien. Dazu hat beigetragen, dass die 1917 veröffentlichte Auswahl manchen Tagebuchpassagen nicht das entsprechende Korrektiv entgegensetzte. So ist zwar in dieser Ausgabe ihre scheinbare Todesahnung enthalten, die sie während ihrer Krankheit nach dem ersten Parisaufenthalt niederschrieb. Das jubelnde Und es wird doch noch lange dauern, das sie festhielt, als es ihr kurz darauf gesundheitlich wieder besser ging, fehlt dagegen. 2007 wurde die von Günter Busch und Liselotte von Reinken herausgegebene Ausgabe der Briefe und Tagebuchblätter, von Wolfgang Werner revidiert und erweitert, neu aufgelegt. Diese, bisher vollständigste Fassung ihrer schriftlichen Zeugnisse korrigiert den Blick auf die Künstlerin in vielen Details und erlaubt einen nüchternen Blick auf ihr Leben und Werk.
1919 erschien der erste Werkkatalog, der von dem Kunsthistoriker und Leiter der Bremer Kunsthalle, Gustav Pauli, herausgegeben wurde. Der Werkkatalog führte zu diesem Zeitpunkt nur 259 Werke auf, er wurde in den nachfolgenden Jahren jedoch allmählich erweitert. Zugeordnet wurde Modersohn-Becker meist dem Kreis der Worpsweder Künstler, obwohl sie mit ihrer Kunst deutlich außerhalb dieser Gruppe stand. So zeigen ihre Landschaftsbilder beispielsweise eine größere stilistische Verwandtschaft zu den Gemälden eines Max Pechstein oder einer Gabriele Münter.
Am 2. Juni 1927 wurde das Paula Modersohn-Becker Museum in Bremen eingeweiht. Bis 1933 folgten zahlreiche weitere Ausstellungen. Während der Zeit des Nationalsozialismus zählte das Werk Modersohn-Beckers zur entarteten Kunst. Es wurde aus den Museen entfernt, einzelne Bilder wurden ins Ausland verkauft. Im Ausland war Paula Modersohn-Becker eine bis dahin weitgehend unbekannte Künstlerin; die Verkäufe bewirkten, dass man nun auch im Ausland auf sie aufmerksam wurde. Trotzdem zählt sie auch heute im Ausland eher zu den unbekannten Künstlern – ihre Rolle als Kunstschaffende, die das künstlerische Weltbild des 20. Jahrhunderts vorausahnte, wird überwiegend in den deutschsprachigen Ländern wahrgenommen. Zu dieser begrenzten Wahrnehmung der Künstlerin Modersohn-Becker hat beigetragen, dass sich, anders als bei Gauguin, van Gogh oder Cézanne, kein Künstler nachweisbar kreativ mit ihrer Kunstauffassung auseinandersetzte und ihre Bildideen weiterentwickelte; ihr Werk ist nicht „schulbildend“ geworden und steht weitgehend isoliert.
Die systematische Aufarbeitung ihres Gesamtwerkes setzte erst nach dem Zweiten Weltkrieg ein und fand meist in Zusammenhang mit großen Retrospektiven anlässlich verschiedener Gedenktage statt. Einige ihrer Werke wurden auch in das Ausstellungskonzept der documenta 1 (1955) und der documenta III von 1964 in Kassel einbezogen. Das Urteil, das Rilke kurz vor ihrem Tode über ihr Werk fällte, hat auch nach dieser systematischen Aufarbeitung noch Bestand. Modersohn-Becker zeigt eine enge Verwandtschaft zu den neuen malerischen Strömungen zu Beginn des 20. Jahrhunderts. Angeregt von den Arbeiten der avantgardistischen französischen Künstler, mit denen sie sich während ihrer Aufenthalte in Paris auseinandersetzte, hat sie eine eigenständige Bildsprache entwickelt, in der sich Elemente des Expressionismus, Fauvismus und Kubismus ebenso zeigen wie Bezüge zu der Kunst vergangener Epochen. Dies bestätigt sich auch bei einem Blick in das 1998 von Günter Busch und Wolfgang Werner erarbeitete Werkverzeichnis der Gemälde, das über 750 Werke erfasst. Die 2007/2008 in Bremen stattfindenden Ausstellungen beleuchten die Verbindungen Paula Modersohn-Beckers zu so unterschiedlichen Bereichen wie der zeitgenössischen Kunst in Paris und den altägyptischen Mumienporträts und zeigen einmal mehr die weitgespannten Interessen der Künstlerin. 2014 wurde in der Ausstellung Paula Modersohn-Becker: Berlin – Worpswede – Paris im Paula Modersohn-Becker Museum der Einfluss von drei für die Künstlerin wesentlichen Orten auf ihr Werk thematisiert. Im Louisiana Museum of Modern Art in Kopenhagen war im Winter 2014/2015 mit 150 ausgestellten Werken (davon 90 Gemälden) ihrem Werk eine große Retrospektive gewidmet.
Im April 2007 wurde ihr Ölbild Drei sitzende Mädchen beim Bremer Auktionshaus Bolland & Marotz für 150.000 Euro versteigert.
Vom 8. April bis zum 21. August 2016 fand im Musée d’art moderne de la Ville de Paris eine Sonderausstellung unter dem Titel „Paula Modersohn-Becker: L’intensité d’un regard“ statt. Damit wurde ihr Œuvre erstmals zusammenhängend in Frankreich präsentiert. Eine erste Retrospektive in den USA wird ab 6. Juni bis zum 9. September 2024 unter dem Titel „Ich bin ich/I Am Me“ in der Neuen Galerie New York gezeigt.

## Paula Modersohn-Becker-Stiftung
1978 stiftete Modersohn-Beckers Tochter Tille Modersohn (1907–1998; eigentlich Mathilde) die Paula Modersohn-Becker-Stiftung in Bremen. Diese war als Fürsorgerin tätig, blieb kinderlos und kümmerte sich um das Werk ihrer Mutter. Sie übergab die sich in ihrem Besitz befindlichen Werke ihrer Mutter, bestehend aus mehr als 50 Gemälden nebst etwa 500 Zeichnungen und weiteren Radierungen in Druckform.
Die Stiftung befindet sich in Bremen im Haus Rembertistraße 1A.

## Paula Modersohn-Becker Museum und Haus Paula Becker in Bremen

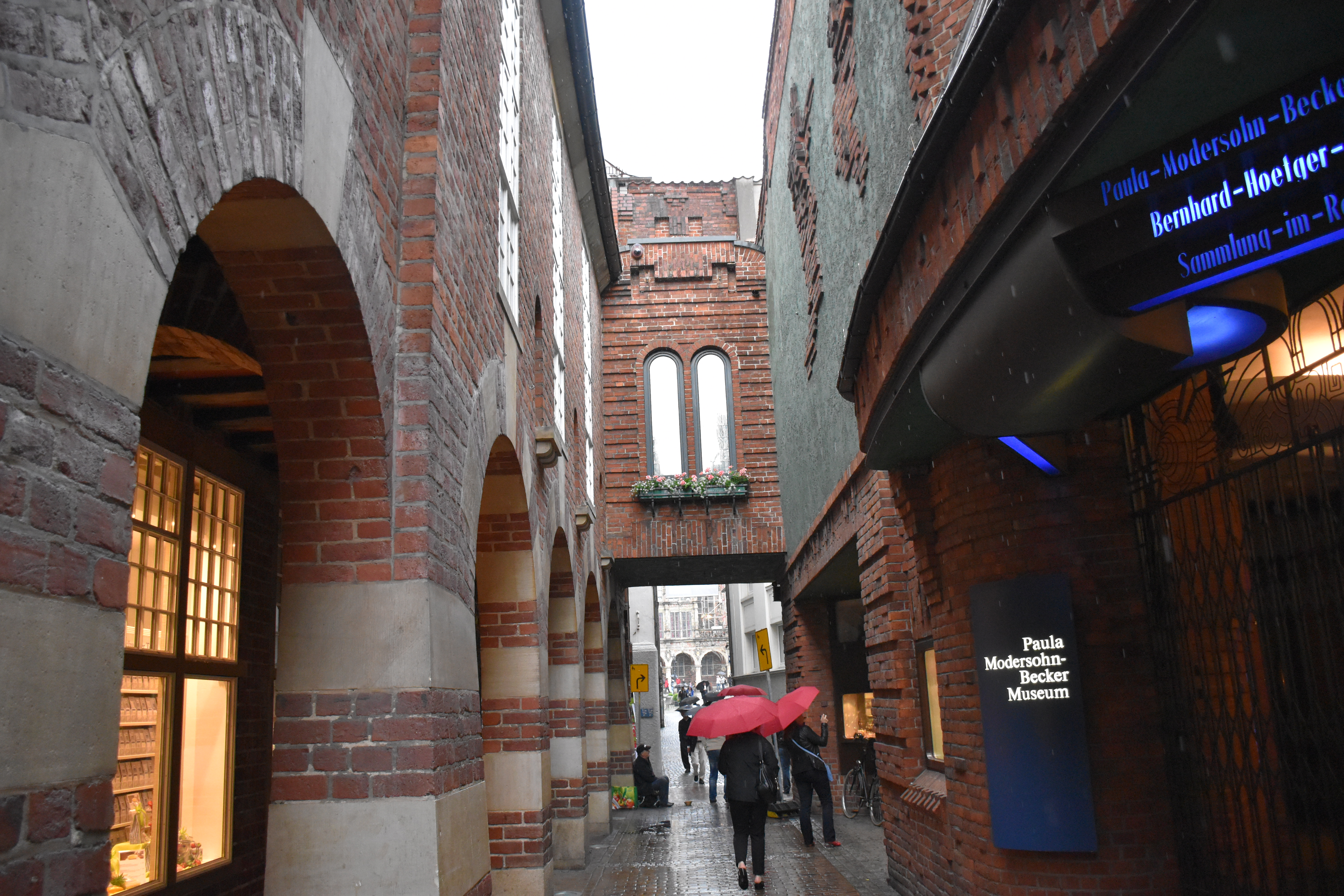
Paula Modersohn-Becker Museum

Das Paula Modersohn-Becker Museum in der Bremer Böttcherstraße zeigt dauerhaft Meisterwerke von Paula Modersohn-Becker. Das Museum und das expressionistische Museumsgebäude gehen auf Ludwig Roselius (1874–1943) zurück, der Bernhard Hoetger (1874–1949) beauftragte, das Gebäude zu entwerfen, in dem seine Sammlung von Werken Paula Modersohn-Beckers untergebracht werden sollte. Am 2. Juni 1927 wurde das Museumsgebäude unter dem Namen Paula-Becker-Modersohn-Haus eröffnet; Ludwig Roselius setzte bei der Namensnennung den Geburtsnamen von Paula Modersohn-Becker voran. Durch Neuankäufe und Leihgaben der Paula Modersohn-Becker-Stiftung konnte die Sammlung von Ludwig Roselius erweitert werden. Außerdem befindet sich in dem Museum auch eine Sammlung von Skulpturen, Gemälden und Zeichnungen von Bernhard Hoetger. Die Ausstellungsräume werden auch für Sonderausstellungen genutzt.
2007 wurde im Museum eine Ausstellung Paula Modersohn-Becker und die ägyptischen Mumienporträts gezeigt. Kurator war der Direktor der Museen Böttcherstraße Rainer Stamm, der im gleichen Jahr eine Biografie der Künstlerin publizierte (siehe unten).

## Museum am Modersohn-Haus in Worpswede
Das ehemalige Wohnhaus der Modersohns in Worpswede, Hembergstraße 19, zeigt einige ihrer Bilder und wenige Möbel. In einem modernen Museumsanbau werden weitere Werke von Malern der ersten Worpsweder Malergeneration gezeigt.

## Denkmäler für Paula Modersohn-Becker

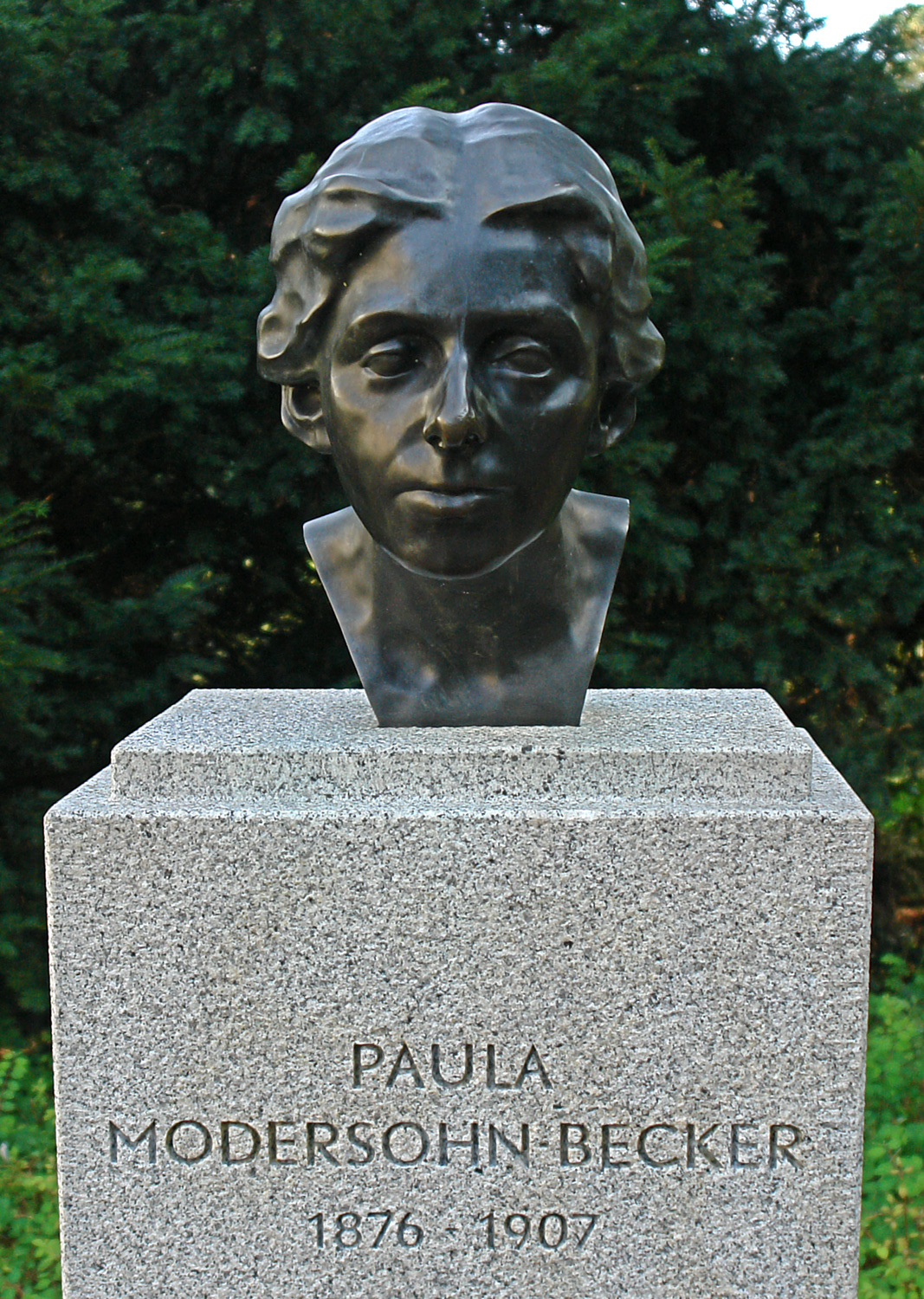
Denkmal an der Kunsthalle in Bremen; Bronzeabguss der Büste, die die Bildhauerin Clara Westhoff 1899 schuf

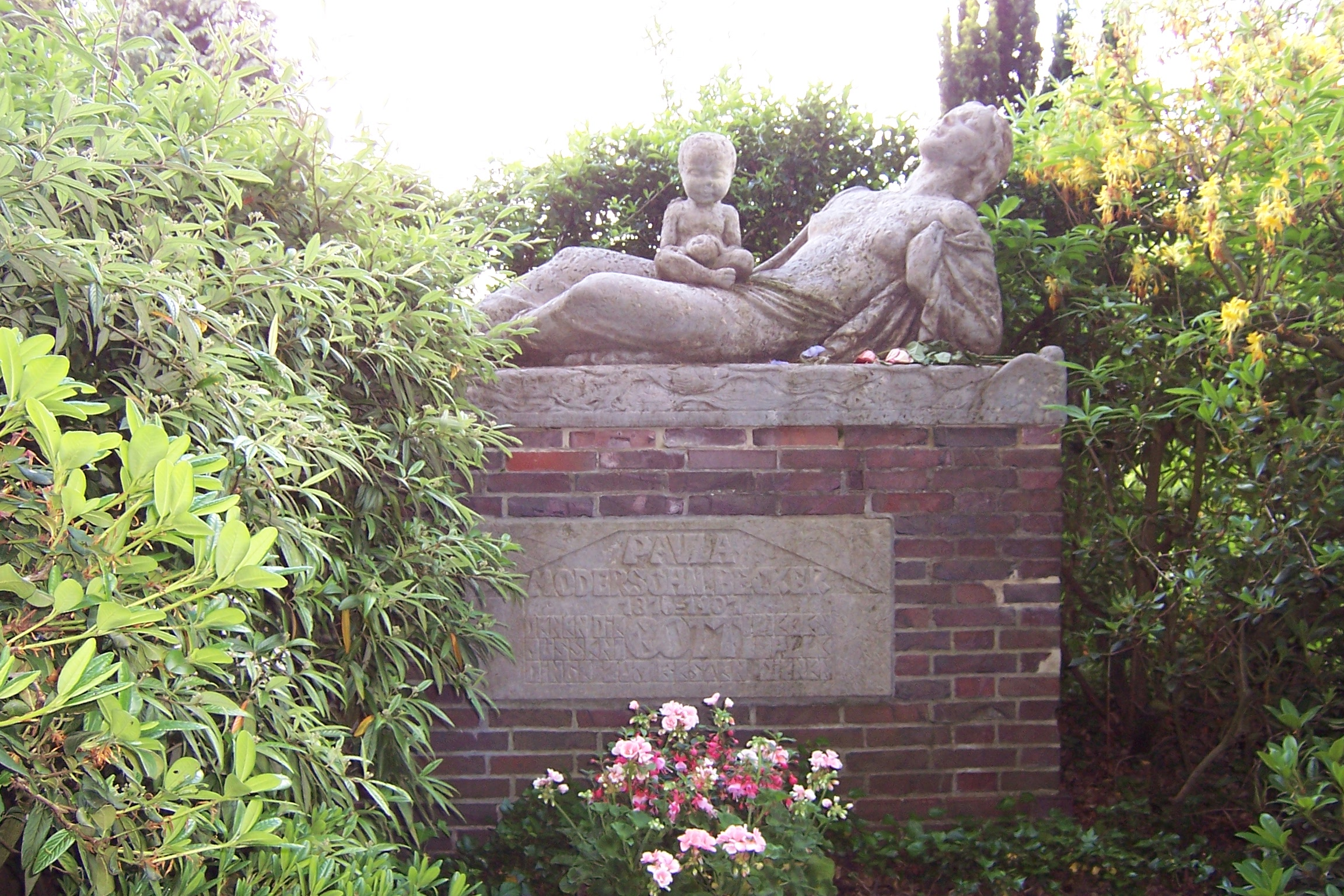
Grabdenkmal auf dem Worpsweder Friedhof von Bernhard Hoetger (1916/19)

Bereits 1899 fertigte die Bildhauerin Clara Westhoff eine Büste ihrer Freundin Paula Becker an – ein Symbol ihrer Freundschaft und der gemeinsamen Leidenschaft für die Kunst. Ein Abguss dieses markanten Kopfes, dessen Original in der Sammlung der Kunsthalle Bremen ausgestellt wird, ist seit dem 100. Todestag der Künstlerin am 20. November 2007 in den Bremer Wallanlagen zu sehen. Der bronzene Abguss der Büste ist auf einem Steinsockel angebracht, den der niedersächsische Künstler Hawoli geschaffen hat.
„Da trat einmal ein Mensch zu uns herein, dessen Bild sich auf eine besondere Art einprägte. War es die Haltung, die entschlossener schien als die anderer Menschen, der kluge braune Blick, der einen fühlen machte: Halt, hier ist jemand, paß auf!“ So berichtet Clara Rilke-Westhoff 1932 in einer Gedenkschrift über ihre erste Begegnung mit Paula Becker im Jahr 1898. Ein Jahr später schuf die Bildhauerin mit der Büste ihrer Weggefährtin ein naturnahes, intensives Abbild der 23-jährigen Paula Becker, das zugleich tiefe Bewunderung für die Freundin ausdrückt. 1908, nach dem Tod ihrer Freundin, überarbeitete sie diese Gips-Skulptur und ließ die zweite, idealisierte Fassung in Bronze gießen.
Ihr Grabdenkmal auf dem Worpsweder Friedhof zeigt eine sterbende Mutter und wurde von 1916 bis 1919 von dem seit 1914 in Worpswede ansässigen Bildhauer Bernhard Hoetger geschaffen, dem sie wichtige künstlerische Impulse verdankte. Eine vergrößerte Kopie des Grabdenkmals befindet sich im Platanenhain auf der Mathildenhöhe Darmstadt.

## Ehrungen
Die Deutsche Bundespost legte 1988 im Rahmen der Serie Frauen der deutschen Geschichte eine Briefmarke zu Ehren Paula Modersohn-Beckers auf. Eine zweite Briefmarke wurde 1996 als Europamarke ausgegeben und zeigt ihr Selbstbildnis vor grünem Hintergrund mit blauer Iris.
In Bremen – der Stadt, in der sie ihre künstlerische Karriere begann – wurde der „Paula-Modersohn-Becker-Steg“ nach ihr benannt. Des Weiteren trägt eine Schule in Bremerhaven ihren Namen. In Hannover-Südstadt wurde 1954 auch der neu angelegte „Modersohnweg“ nach ihr benannt. Im Freiburger Stadtteil Vauban ist der Paula-Modersohn-Platz nach ihr benannt.

## Filme über Paula Modersohn-Becker
- Mit meinen Augen – Die Selbstbildnisse der Paula Modersohn-Becker, Regie Wilfried Hauke (Fernsehdokumentarfilm, 26 Min., Deutschland 2007).
- Paula Modersohn-Becker – Geschichte einer Malerin, Regie Wilfried Hauke (Fernsehspielfilm, 60 Min., Deutschland 2007).
- Paula Modersohn-Becker, ein Atemzug …, Regie Nathalie David (Dokumentation, 82 Min., Deutschland 2007).
- Paula – Mein Leben soll ein Fest sein, Regie Christian Schwochow (Biografie/Drama, 123 Min., Deutschland 2016)
- 4 × Paris Paula Modersohn-Becker, Regie Corinna Belz (26 Min., Deutschland/Frankreich 2016)
- Delphine Deloget: Liebe am Werk – Paula Becker & Otto Modersohn. Arte, 30 Min.

### Werkverzeichnisse, Kataloge
- Paula Modersohn-Becker – Werkverzeichnis der Gemälde. Band 1: Aufsätze; Band 2: Katalog der Gemälde. Günter Busch, Wolfgang Werner Herausgeber, Hirmer, München 1998, ISBN 3-7774-7330-8.
  - Gabriele Gorgas: Eine der Großen dieses Jahrhunderts. Erstes umfassendes Werkverzeichnis der Gemälde von Paula Modersohn-Becker erschienen. In: Dresdner Neueste Nachrichten. 2. August 1999.
- Brigitte Uhde-Stahl: Paula Modersohn-Becker. Gemälde. Schirmer/Mosel, München 2007, ISBN 978-3-88814-413-4.
- Ingrid Pfeiffer (Hrsg.): Paula Modersohn Becker, Ausstellungskatalog der Schirn-Kunsthalle. Hirmer Verlag, München 2021, ISBN 978-3-7774-3722-4.
- Anne Röver-Kann, Wolfgang Werner (Hrsg.): Paula Modersohn-Becker. Werkverzeichnis der Handzeichnungen. 2 Bände (Band 1: Aufsätze, Einzelblätter, Aquarelle und Gouachen; Band 2: Skizzenbücher, Ausstellungs- und Literaturverzeichnis. Mit der Monografie Günter Buschs über die Handzeichnungen von 1949.) Hirmer, München 2023, ISBN 978-3-7774-4144-3.

### Tagebücher, Selbstzeugnisse
- Günter Busch, Liselotte von Reinken (Hrsg.): Paula Modersohn-Becker in Briefen und Tagebüchern. Fischer, Frankfurt am Main 1979, ISBN 3-10-050601-4.
- Paula Modersohn-Becker, Sophie Dorothee Gallwitz: Eine Künstlerin – Paula Becker-Modersohn. Briefe und Tagebuchblätter. Kestner-Gesellschaft, Hannover 1917.
- Günter Busch, Liselotte von Reinken (Hrsg.): Paula Modersohn-Becker in Briefen und Tagebüchern. 2. revidierte und erweiterte Ausgabe. Fischer, Frankfurt am Main 2007 (In diesem Buch lassen sich alle Zitate aus Paula Modersohn-Beckers Tagebüchern und Briefe unter ihrem jeweiligen Datum nachlesen.).
- Peter Elze: Göttertage. Paula Modersohn-Becker in Bildern, Briefen und Tagebuchaufzeichnungen aus Worpswede. Beste Zeiten, Bremen 2003, ISBN 3-88808-530-6.
- Liselotte von Reinken: Paula Modersohn-Becker mit Selbstzeugnissen und Bilddokumenten. Rowohlt Taschenbuch, Reinbek 1983, ISBN 3-499-50317-4.
- Antje Modersohn, Wolfgang Werner (Hrsg.): Paula Modersohn-Becker und Otto Modersohn, der Briefwechsel. Insel, Berlin 2017, ISBN 978-3-458-17729-6.

### Biographien
- Paula Modersohn-Becker – eine Biographie mit Briefen. Aktualisierte Neuauflage. Marina Bohlmann-Modersohn btb, Berlin 2007, ISBN 978-3-442-73643-0 (enthält als einzige Neuerscheinung die sehr gut recherchierte Rezeptionsgeschichte im 15. Kapitel).
- Paula Modersohn-Becker: The Letters and Journals of Paula Modersohn-Becker. Translated and annotated by J. Diane Radycki. Introduction by Alessandra Comini. Epilogue of poetry by Rainer Maria Rilke (Requiem, 1908, translated by Adrienne Rich and Lilly Engler) and by Adrienne Rich („Paula Becker to Clara Westhoff“, 1975–76). The Scarecrow Press, Metuchen NJ/London 1980, ISBN 0-8108-1344-0.
- Renate Berger, Anja Herrmann (Hrsg.): Paris, Paris! Paula Modersohn-Becker und die Künstlerinnen um 1900. Kohlhammer, Stuttgart 2009, ISBN 978-3-17-020714-1.
- Renate Berger: Paula Modersohn-Becker: Paris – Leben wie im Rausch. Lübbe Sachbuch, Bergisch Gladbach 2007, ISBN 978-3-7857-2308-1.
- Barbara Beuys: Paula Modersohn-Becker oder: wenn die Kunst das Leben ist. Hanser, München 2007, ISBN 978-3-446-20835-3.
- Christa Bürger: Leben. Malen. In: Die Zeit. 13. September 2007.
- Kerstin Decker: Paula Modersohn-Becker. Eine Biografie. Propyläen, Berlin 2007, ISBN 978-3-549-07323-0.
- Marie Darrieussecq: Être ici est une splendeur. Vie de Paula M. Becker. Paul Otchakovsky Laurens, Paris 2016, ISBN 978-2-8180-3906-9.
- Monika Keuthen: „… und ich male doch!“ Paula Modersohn-Becker. Econ-List, München 1999/2001, ISBN 3-612-26605-5.
- Rainer Stamm: Ein kurzes intensives Fest. Paula Modersohn-Becker. Eine Biographie. Reclam-Verlag, Stuttgart 2007, ISBN 978-3-15-010627-3.
- Christa Murken: Paula Modersohn-Becker. DuMont Buchverlag, Köln 2007, ISBN 978-3-8321-7768-3.
- Christa Murken-Altrogge: Paula Modersohn-Becker. DuMont Buchverlag, Köln 1991, ISBN 3-7701-2677-7.
- Gustav Pauli: Paula Modersohn-Becker. Kurt Wolff Verlag, Leipzig 1919 (projekt-gutenberg.org).
- Heinrich Wiegand Petzet: Das Bildnis des Dichters. Paula Becker-Modersohn und Rainer Maria Rilke. Societäts-Verlag, Frankfurt am Main 1957.
- Uwe M. Schneede: Paula Modersohn-Becker. Die Malerin, die in die Moderne aufbrach. C. H. Beck, München 2021, ISBN 978-3-406-76045-7.
- Rainer Stamm: Ein kurzes intensives Fest. Paula Modersohn-Becker. Eine Biographie. Reclam, Stuttgart 2007.
- Jürgen Teumer: Ich habe manchmal an mein Grab gedacht … Paula Modersohn-Beckers Grab auf dem Friedhof in Worpswede. Donat, Bremen 2005, ISBN 3-938275-01-4.
- Charlotte Ueckert: Paula Modersohn-Becker. Rowohlt, Reinbek 2007, ISBN 978-3-499-50567-6.
- Verein der Berliner Künstlerinnen 1867 e. V. (Hrsg.): Käthe, Paula und der ganze Rest. Künstlerinnenlexikon. Ein Nachschlagewerk. Kupfergraben, Berlin 1992, ISBN 3-89181-411-9, S. 109.
- Doris Hansmann: Paula Modersohn Becker. Wienands kleine Reihe der Künstlerbiografien. Wienand Verlag, Köln 2015, ISBN 978-3-86832-210-1.
- Simone Frieling: Ich lebe jetzt ganz mit den Augen. Paula Modersohn-Becker. In: Simone Frieling: Mit den Augen einer Frau. Paula Modersohn-Becker, Käthe Kollwitz und Ottilie W. Roederstein. Blue Notes, Band 108, Seiten 23–59. Ebersbach & Simon, Köln 2023, ISBN 978-3-86915-288-2.
- Boris von Brauchitsch: Paula Modersohn-Becker. Biografie. Insel Verlag, Berlin 2025, ISBN 978-3-458-64514-6

### Romanbiographien, Romane
- Klaus Modick: Konzert ohne Dichter. Kiepenheuer & Witsch, Köln 2016, ISBN 978-3-462-04990-9.
- Stephanie Schröder: Paula Modersohn-Becker. Auf einem ganz eigenen Weg. Herder, Freiburg/Basel/Wien 2014, ISBN 978-3-451-06748-8.
- Gunna Wendt: Clara und Paula: Das Leben von Clara Rilke-Westhoff und Paula Modersohn-Becker. Piper, München 2007, ISBN 978-3-492-24642-2.
- Michael Zeller: Die Sonne! Früchte. Ein Tod. Oberon, Bad Homburg 1987, ISBN 978-3-925844-04-1.

### Worpsweder Umfeld
- Ulrich Bischoff, Birgit Dalbajewa, Andreas Dehmer: Paula Modersohn-Becker und die Worpsweder in der Dresdener Galerie. Hrsg. von Staatliche Kunstsammlungen Dresden, Galerie Neue Meister. Sandstein-Verlag, Dresden 2012, ISBN 978-3-95498-012-3.
- Marina Bohlmann-Modersohn: Paula und Otto Modersohn. Rowohlt, Reinbek 2003, ISBN 3-499-23370-3.
- Doris Hansmann: Künstlerkolonie Worpswede. Prestel, München/London/New York 2011, ISBN 978-3-7913-4523-9.
- Jürgen Teumer: Auf Paulas Spuren. Paula Modersohn-Becker in Worpswede 1897–1907. Schünemann, Bremen 2007, ISBN 978-3-7961-1896-8.
- Helmut Stelljes: Worpswede, Worpswede, du liegst mir immer im Sinn. Fotoreigen. Schünemann Verlag, Bremen 2007, ISBN 978-3-7961-1893-7 (Bildband, mit Texten von Paula Modersohn-Becker).

### Wissenschaftliche Untersuchungen
- Christine Berberich: Die Firma Richard Wurm und die „Wurm’sche Tempera“ – Eine kommentierte Archivaliensammlung. Technische Universität München, Lehrstuhl für Restaurierung, Kunsttechnologie und Konservierungswissenschaft, 2012 (rkk.ar.tum.de).
- Reinhild Feldhaus: Die (Re-) Produktion des Weiblichen. Indiziensicherungen in der Rezeptionsgeschichte Paula Modersohn-Beckers. kritische berichte 4/93, S. 10–26 (journals.ub.uni-heidelberg.de).
- Eva Reinkowski-Häfner: Tempera. Zur Geschichte eines maltechnischen Begriffs. In: Zeitschrift für Kunsttechnologie und Konservierung. 8, Nr. 2, 1994, S. 297–317.
- Eva Reinkowski-Häfner: Die Entdeckung der Temperamalerei im 19. Jahrhundert. Erforschung, Anwendung und Weiterentwicklung einer historischen Maltechnik (= Schriften des Instituts für Archäologie, Denkmalkunde und Kunstgeschichte. Band 2). Michael Imhof Verlag, Petersberg 2014, ISBN 978-3-7319-0079-5.
- Yi-Tsun Huang: Paula Modersohn-Becker im Umfeld des Symbolismus. Dissertationsschrift. Universität Freiburg i. Br., 2011.
- Samira Kleinschmidt: Ikonographische Untersuchung ausgewählter Werke Paula Modersohn-Beckers in Relation zu Paul Cézanne. Gemeinsamkeiten und Unterschiede, analysiert unter besonderer Berücksichtigung kunsttheoretischer Überlegungen. Grin-Verlag, München 2016, ISBN 978-3-668-24793-2.
- Renate Foitzik Kirchgraber: Lebensreform und Künstlergruppierungen um 1900. Dissertationsschrift. Universität Basel, Zürich 2003 (edoc.unibas.ch).
- Ute Lamberti: „Mensch sein“, eine Wort-Bild-Collage mit Bildern von Paula Modersohn-Becker. BoD, Norderstedt 2014, ISBN 978-3-7347-3461-8.
- Janina Kringe: Ästhetische Erfahrung im Teufelsmoor? Künstlerische Lebensformen um 1900: Der Worpsweder Kreis. Dissertationsschrift. Universität Siegen, 2012 (dokumentix.ub.uni-siegen.de).